# Stalowa Wola
Stalowa Wola – miasto w województwie podkarpackim, w powiecie stalowowolskim, położone w Kotlinie Sandomierskiej. Przez miasto przepływa rzeka San.
W latach 1945–1975 miasto administracyjnie należało do województwa rzeszowskiego, a w latach 1975–1998 do województwa tarnobrzeskiego.
Według danych GUS z 31 grudnia 2024 roku miasto liczyło 54 300 mieszkańców.

## Osiedla
Miasto podzielone jest na 22 osiedla. Nazwy i obszary są historycznie związane z nazwami miejscowości lub terenów, które niegdyś otaczały powstającą Stalową Wolę. Inne nazwy zostały nadane w związku z rozwojem przemysłu i powstawaniem miasta.

- os. Chyły
- os. Centralne
- os. Charzewice
- os. Dolina
- os. Energetyków (Ozet)
- os. Fabryczne
- os. Flisaków
- os. Hutników
- os. Karnaty
- os. Lasowiaków
- os. Metalowców
- os. Młodynie
- os. Na Skarpie
- os. Piaski
- os. Pławo
- os. Polesie
- os. Poręby
- os. Posanie
- os. Rozwadów
- os. Sochy
- os. Widok
- os. Zasanie

## Położenie
Stalowa Wola powstała na gruntach wsi Pławo i jej przysiółków Chyłów i Swołów. Miasto położone jest na obszarze, który w średniowieczu stanowił część ziemi sandomierskiej Małopolski. Leży w Kotlinie Sandomierskiej, gdzie charakterystyczny pas równin nadrzecznych zwany jest potocznie „Nadsaniem”.
Stacja Stalowa Wola Rozwadów posiada bezpośrednie połączenie z Warszawą, Krakowem, Wrocławiem, Lublinem, Częstochową, Radomiem, Rzeszowem, Opolem, Tarnowem, Ostrowcem Świętokrzyskim, Zamościem, Przemyślem, Tarnobrzegiem, Sandomierzem i Hrubieszowem.
Według danych z 1 stycznia 2010 r. powierzchnia miasta wynosiła 82,52 km². Miasto stanowi 9,89% powierzchni powiatu.
Miasto jest położone na terenie o zmiennej wysokości od 151 do 160 m n.p.m.

## Środowisko naturalne
| Rodzaj                       | Powierzchnia | %      |
| ---------------------------- | ------------ | ------ |
| Użytki rolne                 | 1456 ha      | 17,67% |
| Lasy i grunty leśne          | 4974 ha      | 60,36% |
| Pozostałe grunty i nieużytki | 1811 ha      | 21,98% |
| Razem (Σ)                    | 8241 ha      | 100%   |

| Rodzaj           | Powierzchnia [ha] | %     |
| ---------------- | ----------------- | ----- |
| grunty orne      | 1027              | 70,54 |
| łąki             | 217               | 14,9  |
| pastwiska        | 186               | 12,77 |
| sady             | 26                | 1,79  |
| użytki rolne (Σ) | 1456              | 100   |

### Ochrona przyrody
Niedaleko Stalowej Woli, na terenie powiatu, znajdują się dwa rezerwaty przyrody:
- rezerwat przyrody Pniów (Jezioro Pniów) o pow. 1,72 ha z największymi skupiskami kotewki – jadalnego orzecha wodnego;
- rezerwat przyrody Jastkowice o pow. 45,68 ha. Został on utworzony w celu ochrony fragmentu dawnej Puszczy Sandomierskiej. Rośnie tu wiele gatunków drzew, takich jak: jodła, świerk, grab, sosna, buk, olcha, jawor, brzoza. Interesujące jest też runo leśne. Spotkać tu można m.in. czerniec groszkowy, czosnek niedźwiedzi, żywiec gruczołowaty.

W latach 1953–1970 na terenie miasta znajdował się również rezerwat przyrody Sochy. Organizacje przyrodnicze w 2020 r. złożyły wniosek o przywrócenie ochrony rezerwatowej lasu w Sochach. 28 marca 2025 zostało podpisane przez Regionalnego Dyrektora Ochrony Środowiska w Rzeszowie zarządzenie w sprawie ponownego ustanowienia rezerwatu przyrody "Sochy".
Na terenie gminy Stalowa Wola zlokalizowanych jest 13 pomników przyrody chroniących 15 drzew, w tym najwyższą topolę białą w Polsce, Topolę Pławiankę.
W gminie znajdują się również fragmenty 3 obszarów Natura 2000: Dolina Dolnego Sanu, Puszcza Sandomierska i Enklawy Puszczy Sandomierskiej.

### Klimat
Teren Stalowej Woli zalicza się do typu klimatu podgórskich nizin i kotlin. Średnia roczna temperatura wynosi 8 °C. Temperatura najcieplejszego miesiąca lipca wynosi 18 °C, najzimniejszego stycznia – 3,8 °C. Okres wegetacyjny kształtuje się w granicach 200–210 dni. Maksymalne opady deszczu przypadają na miesiąc lipiec, minimalne na luty, natomiast średnia suma rocznych opadów waha się w granicach 600–700 mm. Przymrozki mogą się już zacząć we wrześniu. Dni z pokrywą śnieżna jest 60–90 w ciągu roku, w miesiącach zimowych, przy przeciętnej grubości 5–15 cm. Natomiast szczególnie szkodliwe dla upraw okazują się przymrozki wiosenne, które mogą wystąpić w maju, bądź nawet w czerwcu.

### Rzeki
Przez miasto przepływa rzeka San, a także: 
- Barcówka, płynie przez południowo –  wschodnie tereny miasta, w okolicy Elektrowni Stalowa Wola, gdzie wpada do rzeki San i jest jego lewobrzeżnym dopływem,
- Jelonek (Jelnia), płynie przez osiedla Hutnik i Chyły położone na południowo – wschodnim obszarze miasta, jest lewobrzeżnym dopływem rzeki Barcówki,
- Pyszanka (Pyszynka), jej niewielki odcinek płynie przez fragment osiedla Zasanie, położonego na południowo – zachodnim obrzeżu miasta, gdzie ma swoje ujście do rzeki San, jest jego prawobrzeżnym dopływem,
- Bukowa jej niewielki odcinek płynie przez północno – wschodnie tereny, na granicy miasta. Wpada do rzeki San na granicy z miejscowością Chłopska Wola, jest jego prawobrzeżnym dopływem[15][16].

Najwyższym poziomem czystości charakteryzują się Bukowa i Barcówka. Duże zasoby stanowią wody podziemne, które są głównym źródłem zaopatrzenia ludności w wodę pitną. Obecność rzek stwarza ogromny potencjał jeśli chodzi o zapotrzebowanie w wodę zarówno dla osiedlania się na tym terenie, jak również na potrzeby gospodarcze.

## Historia

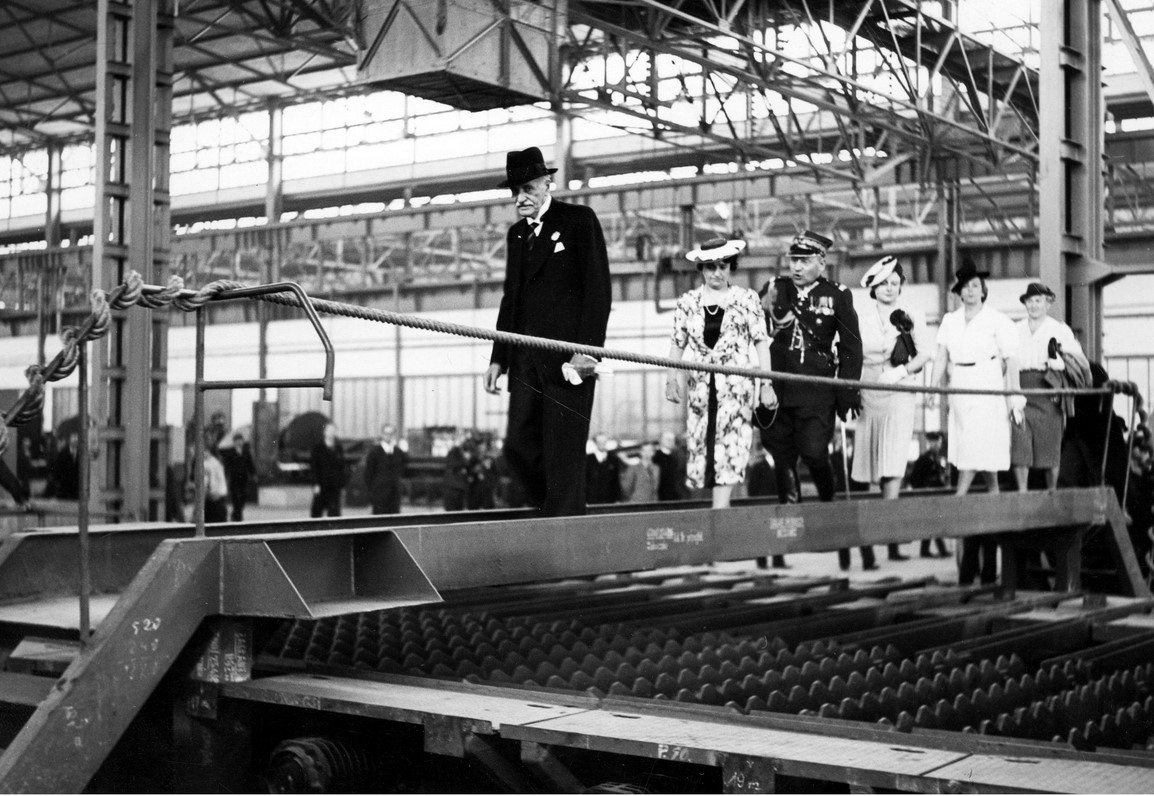
Zakłady Południowe – wizyta Prezydenta Ignacego Mościckiego

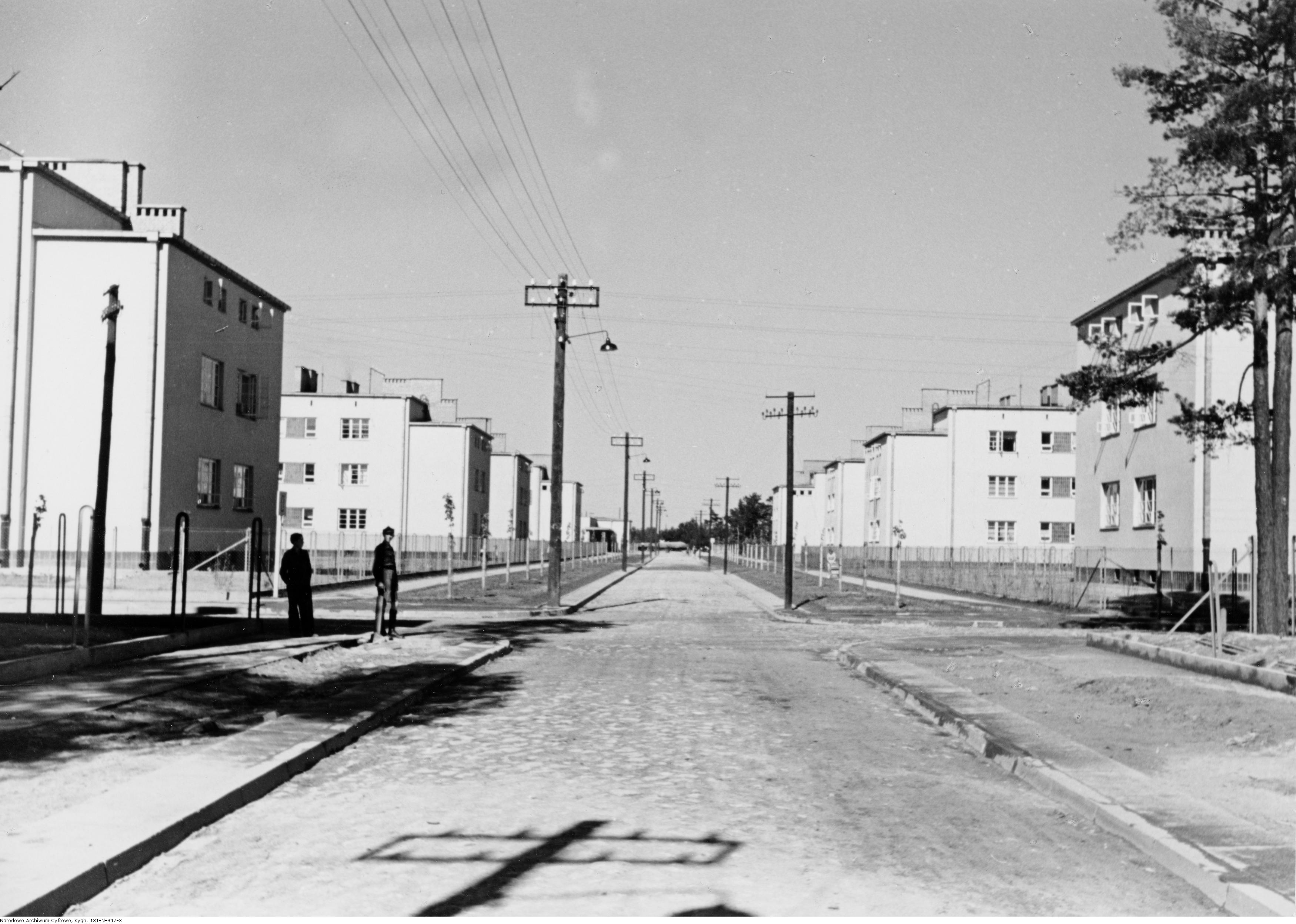
Stalowa Wola (ok. 1938)

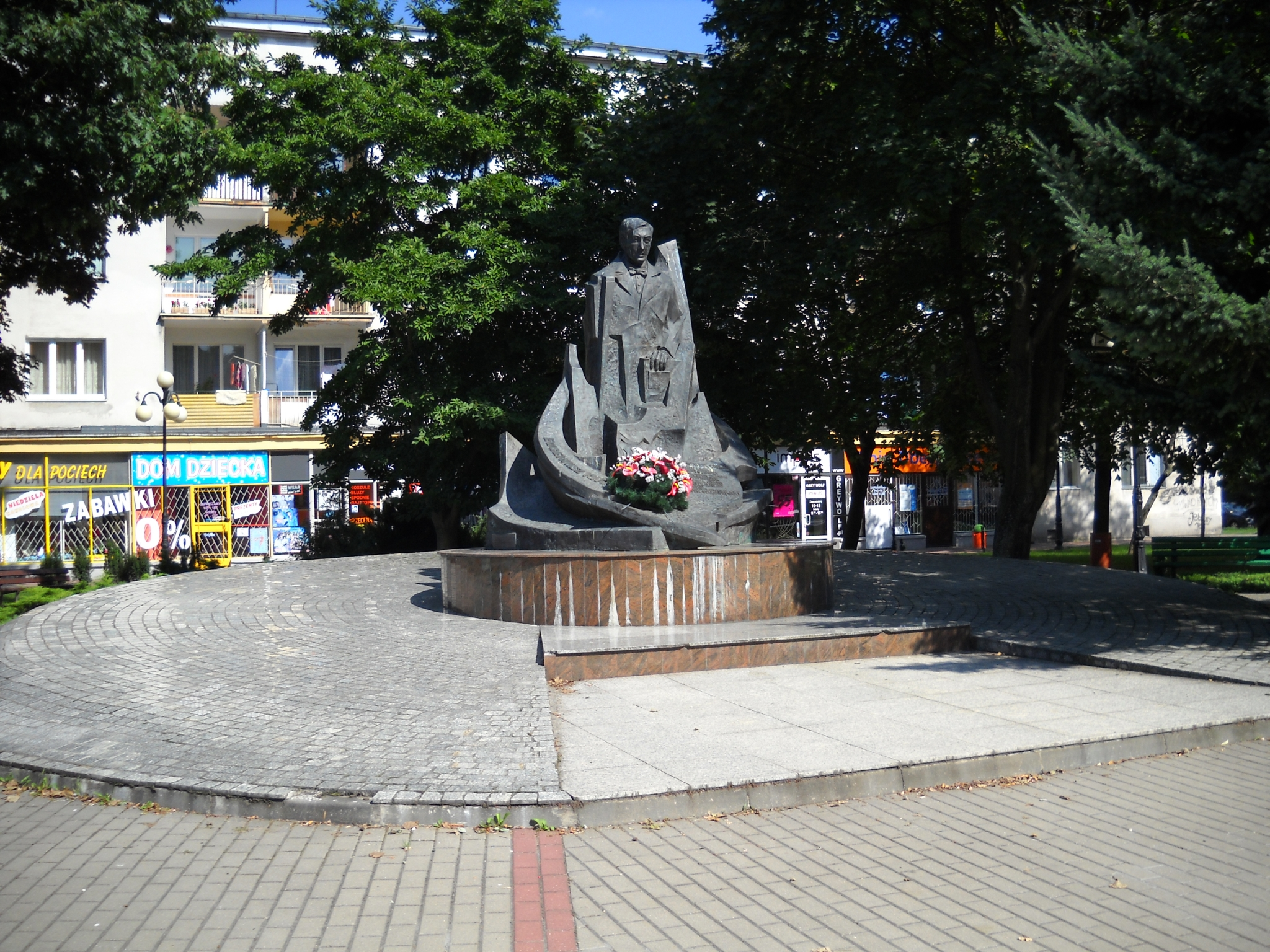
Pomnik Eugeniusza Kwiatkowskiego.

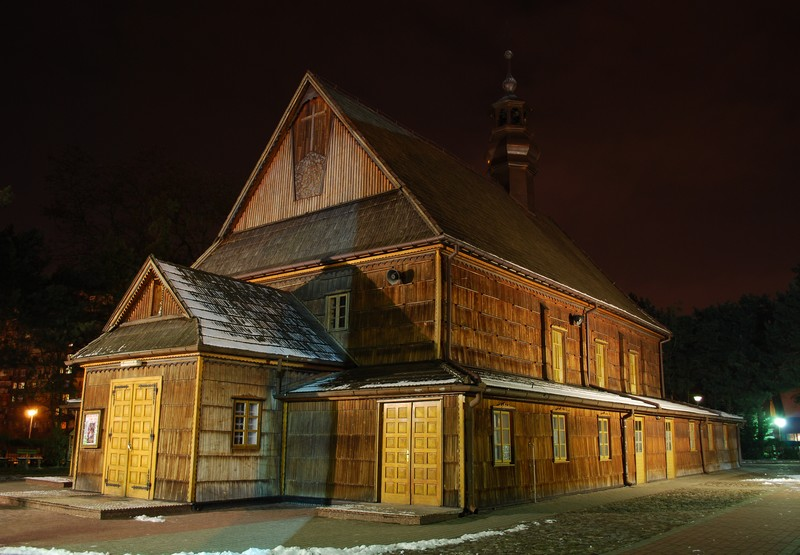
Drewniany kościół św. Floriana z 1802 roku

Miasto powstało jako rezultat decyzji o zlokalizowaniu w pobliżu wsi Pławo między miasteczkami Nisko i Rozwadów w ramach budowy COP tzw. Zakładów Południowych. Pierwsze historyczne wzmianki na temat wsi Pławo, na terenie której powstało miasto, pochodzą z 1. połowy XV wieku. W pobliskim Przyszowie znajdował się dwór łowiecki króla Władysława Jagiełły, zbudowany przed 1358 rokiem przez Kazimierza Wielkiego. W końcu XV wieku Pławo było wsią królewską. Osiadła ludność trudniła się łowiectwem, wyrębem drzew, bartnictwem, uprawą roli, a także flisactwem. W pieczęci wsi Pławo znajdowały się dwa skrzyżowane wiosła. Dzisiaj natomiast w mieście jest osiedle flisaków. W czasie potopu szwedzkiego w roku 1656, widły Wisły i Sanu stały się miejscem bitwy wojsk hetmana Stefana Czarnieckiego z wojskami króla Karola Gustawa.
W czasie I rozbioru Polski w 1772 r. królewska wieś Pławo weszła w skład kameralnego dominium Nisko, należącego do skarbu austriackiego. W latach 1837–1867 dobra te stanowiły prywatną własność baronów Reichenbachów. Następnie przeszły w ręce magnackiej rodziny Rességuier. Podczas I wojny światowej dobra zostały sprzedane obszarnikowi Maksymilianowi Franckemu.
Przełomowym momentem dla mieszkańców Pława było zatwierdzenie rozporządzenia o ulgach inwestycyjnych z 22 marca 1928 roku do planu budowy Centralnego Okręgu Przemysłowego i budowa od 1936 roku Zakładów Południowych na terenach wsi. Głównym inicjatorem planu i autorem programu był ówczesny wicepremier i minister skarbu, budowniczy Gdyni, Eugeniusz Kwiatkowski. Przed wybuchem II wojny światowej powstała część zakładów oraz osiedla przyfabryczne nazwane Stalowa Wola. Nazwa miasta pochodzi od słów ówczesnego ministra spraw wojskowych, gen. Tadeusza Kasprzyckiego, który o planie budowy COP mówił, że jest to stalowa wola narodu polskiego wybicia się na nowoczesność.
Miasto budował Fundusz Kwaterunkowy Wojskowy. Zatrudniał on najwyższej klasy architektów i inżynierów, w tym inż. Bronisława Rudzińskiego. Do II wojny światowej budynki mieszkalne wznoszono tylko według jego planu. Rudziński przy planowaniu i budowie miasta korzystał z opracowań Stefanii Skibniewskiej, która po skończeniu architektury na Politechnice Warszawskiej i po krótkim pobycie w Poznaniu, w marcu 1939 zamieszkała w Sandomierzu. Rozpoczęła pracę w sandomierskim oddziale Biura Planu Regionalnego Okręgu Radomsko-Kieleckiego. Trzecim budowniczym miasta był Jan Bitny-Szlachta. Był on pracownikiem Zakładów Południowych. W 1937 r. podjął pracę w biurze Budowy Zakładów Południowych w Katowicach. Potem przeniósł się do Stalowej Woli.
W latach okupacji w osiedlu i hucie działał ruch oporu. Funkcjonowała tu Placówka AK „Stalowa Wola”, „154” należąca do Obwodu AK Nisko. 
12 grudnia 1943 roku, w pobliżu stalowowolskiej elektrowni, zostało straconych 10 żołnierzy Korpusu Zachodniego, organizacji wojskowej złożonej z pracowników Zakładów Południowych. Byli to: Aleksander Chwastikow, Antoni Holeksa, Marian Januszek, Franciszek Kata, Kazimierz Kazimierczak, Piotr Muszyński, Antoni Ochędzan, Czesław Olszewski, Ludwik Piecha i Wiesław Zagoździński. Korpus Zachodni ściśle współpracował z Armią Krajową. 
Miejscowość została zdobyta po walkach z niemieckim okupantem, przez oddziały I Frontu Ukraińskiego wojsk radzieckich 1 i 2 sierpnia 1944 roku. W Stalowej Woli rozpoczęły się represje stosowane przez NKWD. W dniu 1 kwietnia 1945 r. Stalowa Wola otrzymała prawa miejskie.
W 1953 roku miasto zostało wydzielone jako odrębny powiat miejski. W 1973 przyłączono do niego Rozwadów, a w 1977 – Charzewice. W latach powojennych rozpoczął się dynamiczny rozwój miasta. Powstały nowe osiedla, ulice, budynki użyteczności publicznej, wiele zakładów przemysłowych i usługowych, szkoły podstawowe, średnie i wyższe, baza kulturalna i sportowa.
Rozwój miasta był nierozerwalnie związany z Zakładami Południowymi, które w 1948 r. otrzymały nazwę Huty Stalowa Wola. Przez wiele lat huta była kombinatem obejmującym szereg zakładów, położonych również w innych miastach, były to m.in.: Fabryka Maszyn w Radomsku, Fabryka Maszyn w Leżajsku, Fabryka Maszyn w Strzyżowie, Zakład Maszyn Budowlanych w Lubaczowie, Zakład Projektowania i Realizacji Inwestycji i Remontów Budowlanych w Stalowej Woli, Zakład Projektowo-Technologiczny w Stalowej Woli, Odlewnia Żeliwa w Koluszkach. Kombinat zatrudniał w szczytowym okresie w zakładzie macierzystym i szeregu filii zamiejscowych około 35 tys. pracowników. Po zmianie ustroju polityczno-gospodarczego kraju dalsze istnienie i rozwój huty wymagały równoczesnego dokonania prywatyzacji, przeprowadzenia zmian organizacyjnych oraz utworzenia spółek z udziałem kapitału prywatnego. 15 lipca 1991 roku nastąpiło przekształcenie HSW Kombinatu Przemysłowego w HSW Spółkę Akcyjną. Huta Stalowa Wola SA, obecnie specjalizuje się w produkcji sprzętu wojskowego.
Drugim co do wielkości zakładem powstającym w Stalowej Woli w ramach Centralnego Okręgu Przemysłowego była Elektrownia Stalowa Wola. Początkowo elektrownia dostarczała energię elektryczną na potrzeby Huty, później w wyniku rozbudowy i modernizacji stała się podstawowym dostawcą energii cieplnej dla przemysłu i okolicznych miast. Przez wiele lat Elektrownia Stalowa Wola funkcjonowała w ramach Zakładów Energetycznych Okręgu Wschodniego jako tzw. Ozet od skrótu Okręgowy Zakład Energetyczny Tarnów, od 1989 roku stała się samodzielnym przedsiębiorstwem państwowym, zaś od 1 października 1996 roku działa jako spółka akcyjna.
W ciągu 60 lat Stalowa Wola z małego przyfabrycznego osiedla urosła do dużego miasta. Według stanu na dzień 31.12.2022, miasto zajmuje w województwie podkarpackim czwarte miejsce po Rzeszowie, Mielcu i Przemyślu pod względem ludności. Od 1 stycznia 1999 jest również miastem powiatowym. W skład powiatu wchodzą gminy: Bojanów, Pysznica, Radomyśl nad Sanem, Stalowa Wola, Zaklików i Zaleszany. Według stanu na dzień 31.12.2022 na terenie powiatu stalowowolskiego o powierzchni 831 km² zamieszkiwało 101 637 osób.
W 1989 roku miasto zostało odznaczone Krzyżem Komandorskim Orderu Odrodzenia Polski.

### Mieszkańcy Stalowej Woli przed II wojną światową
Przed II wojną w Stalowej Woli obowiązywał zakaz osiedlania się Żydów oraz obywateli polskich innej nacji niż polska. Nad osiedlaniem się w Stalowej Woli, która była osiedlem zarządzanym przez Ministerstwo Spraw Wojskowych, czuwał zakładowy wydział bezpieczeństwa, którym kierował ppłk Stanisław Trzebunia. Bez jego zgody niemożliwy był przydział mieszkania, które były własnością Zakładów Południowych.

## Zabytki[30]
- Zespół klasztorny Ojców Kapucynów w Rozwadowie (dzielnica Stalowej Woli);
- Kościół parafialny św. Floriana i drewniana dzwonnica;
- Kościół parafialny Matki Bożej Szkaplerznej w Rozwadowie;
- Cmentarz parafialny w dzielnicy Rozwadów;
- Cmentarz wojenny w Rozwadowie
- Zamek Lubomirskich w Rozwadowie (dzisiejsze Muzeum Regionalne);
- Obelisk w Charzewicach
- Hotel Hutnik
- Budynek Sądu Rejonowego w Rozwadowie ob. Muzeum, ul. Rozwadowska 12
- Budynek towarzystwa gimnastycznego „Sokół” w Rozwadowie

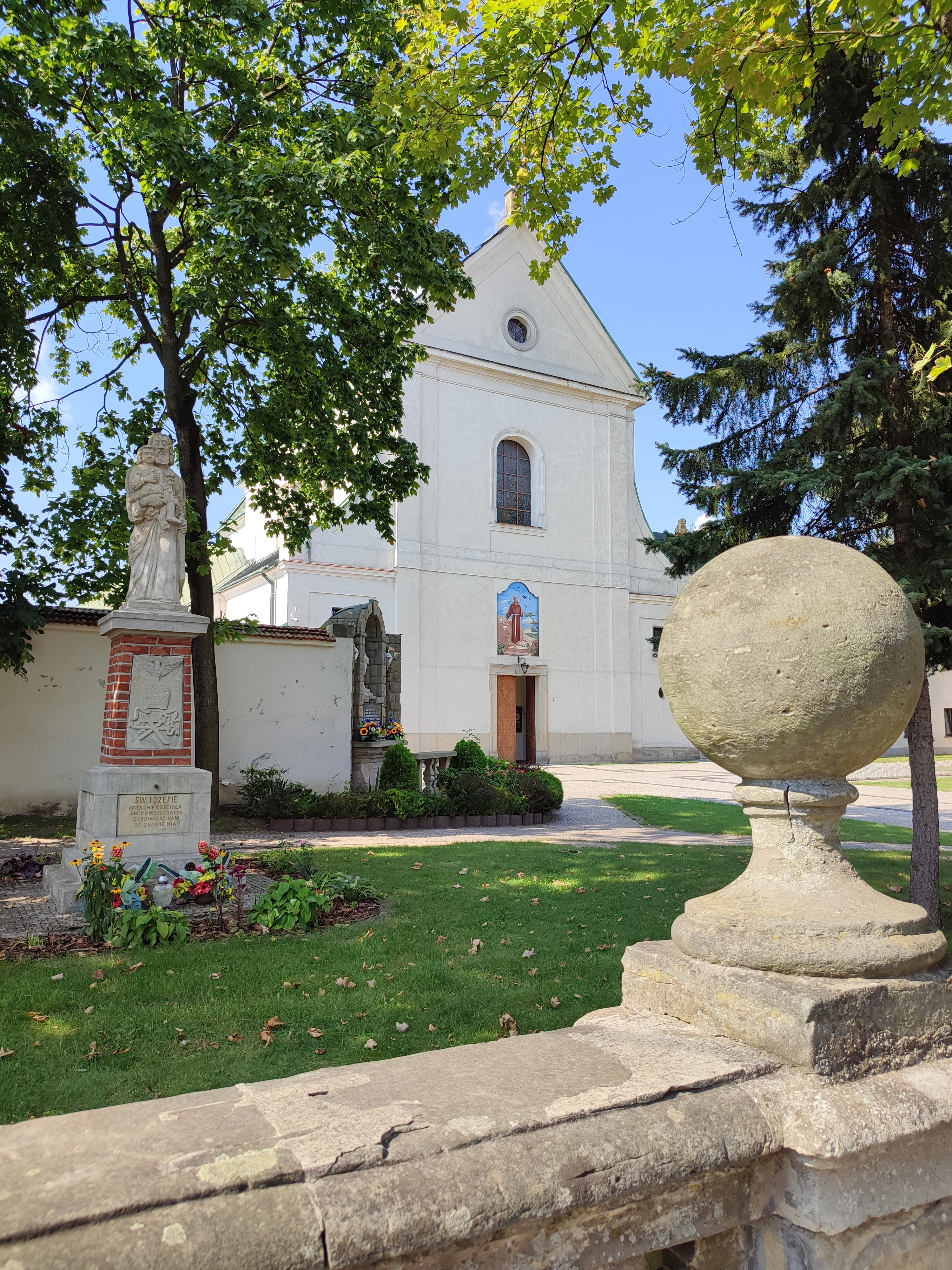
Klasztor OO. kapucynów
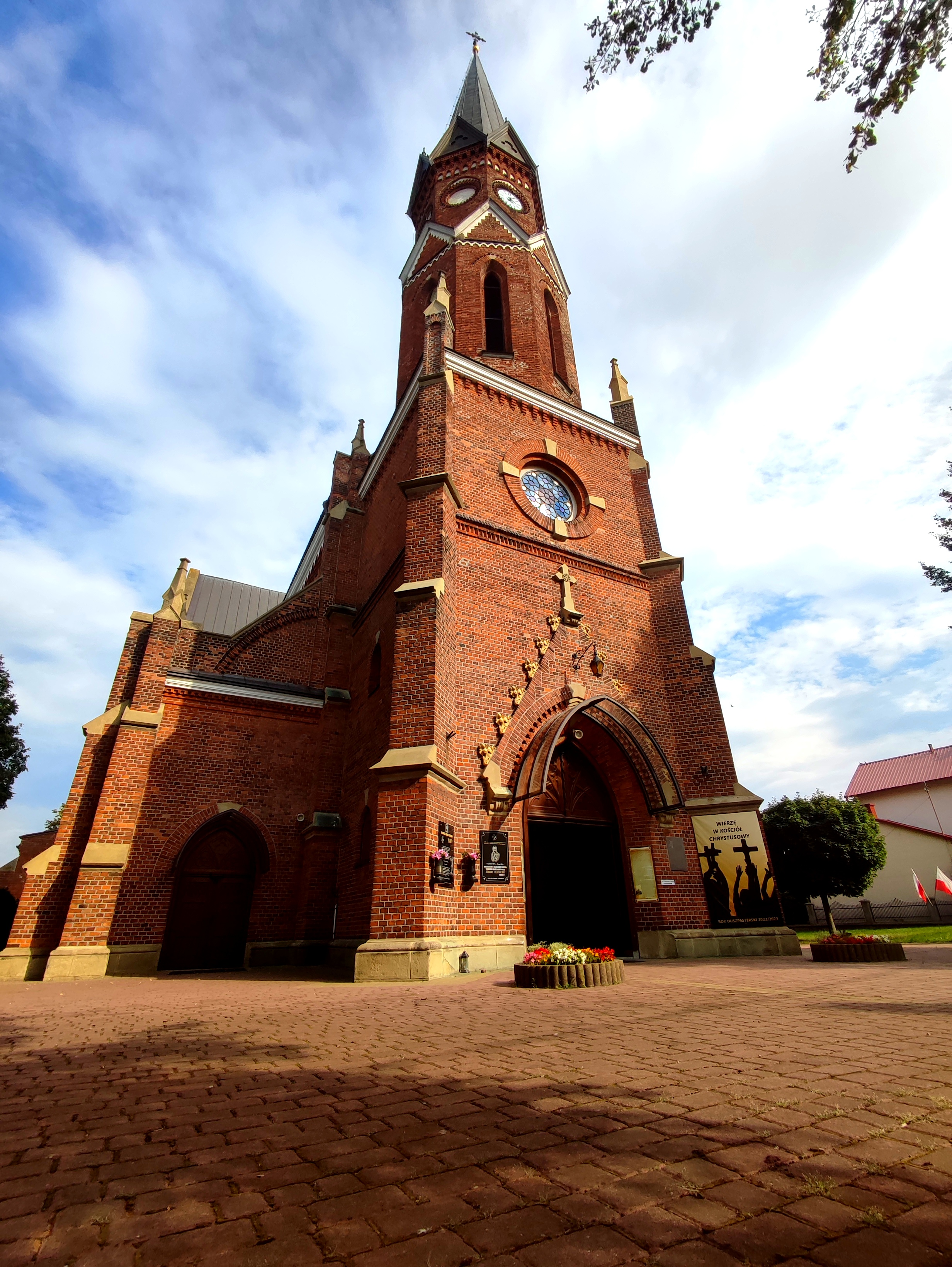
Kościół pw. Matki Bożej Szkaplerznej
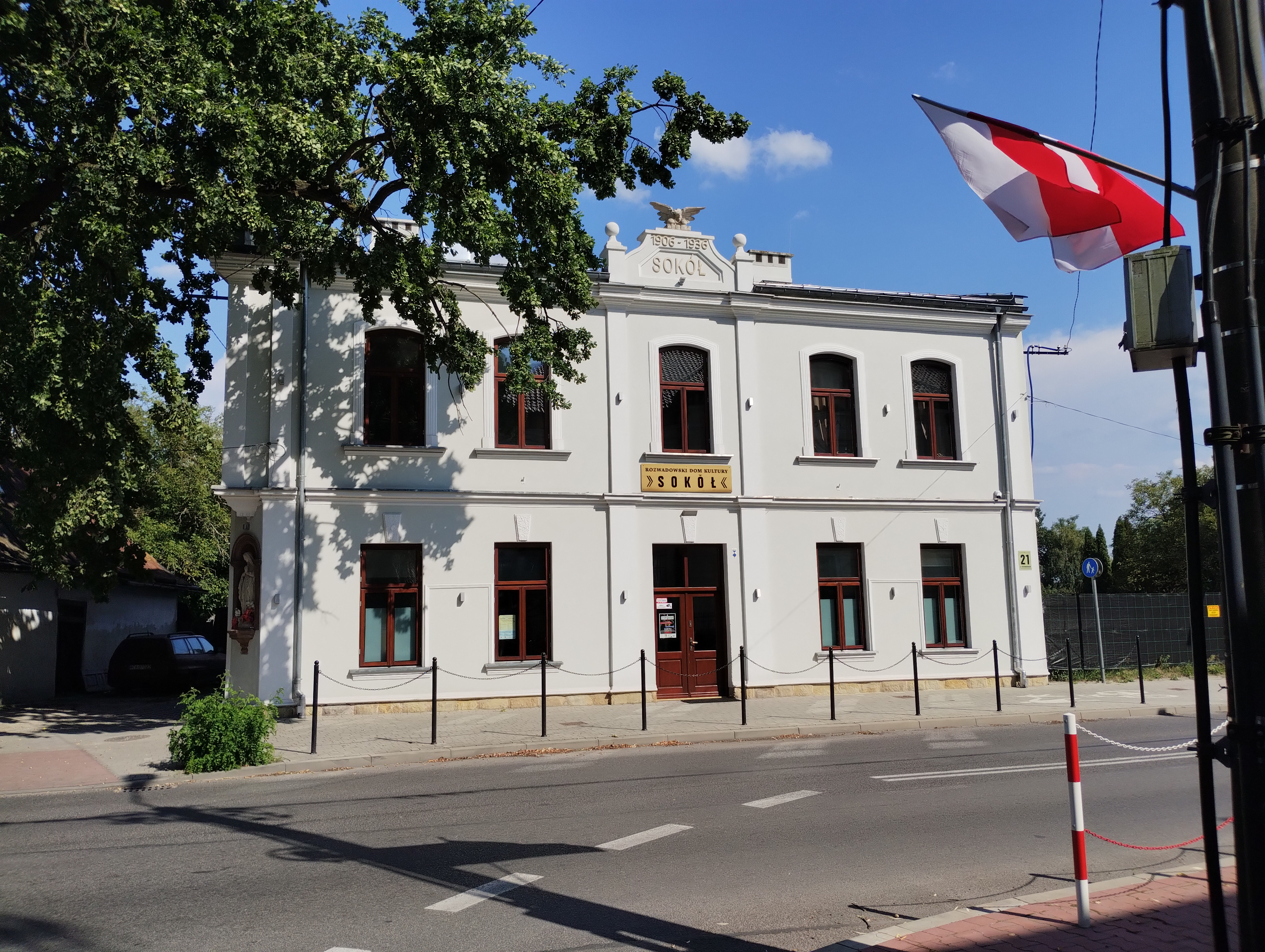
Rozwadowski dom kultury Sokół
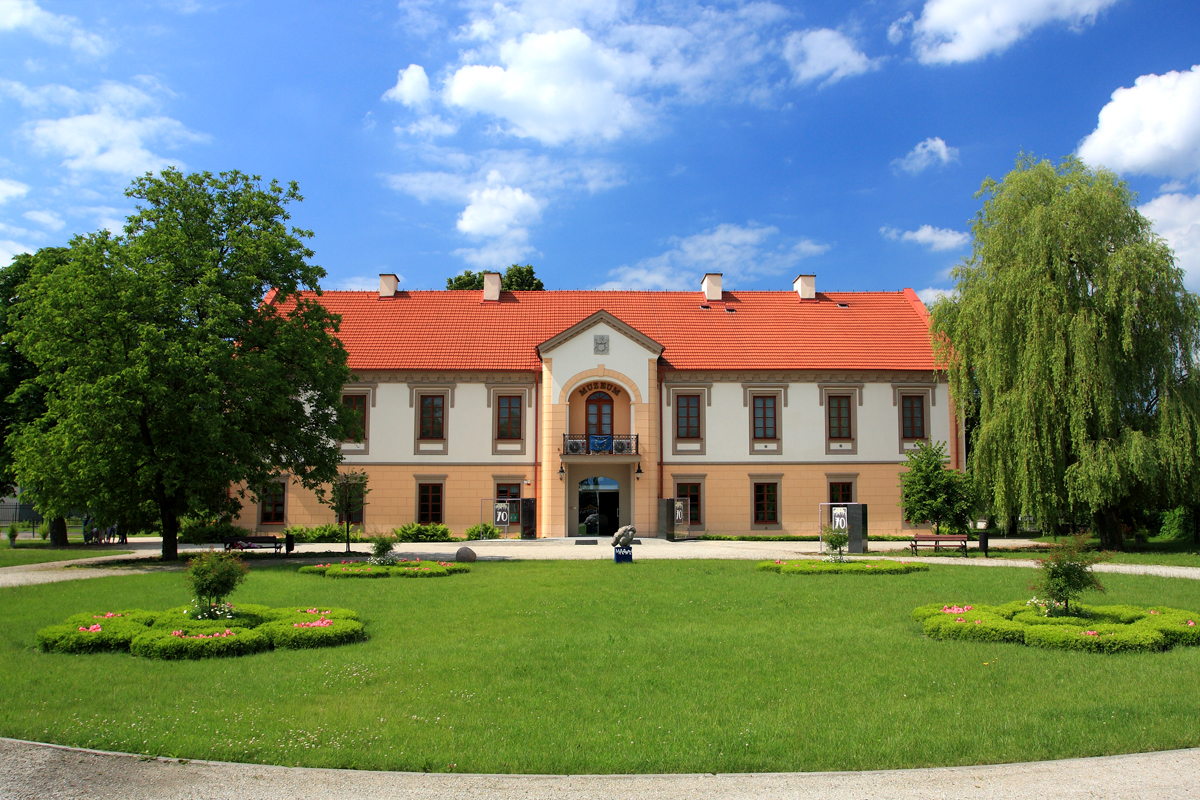
Pałac Lubomirskich
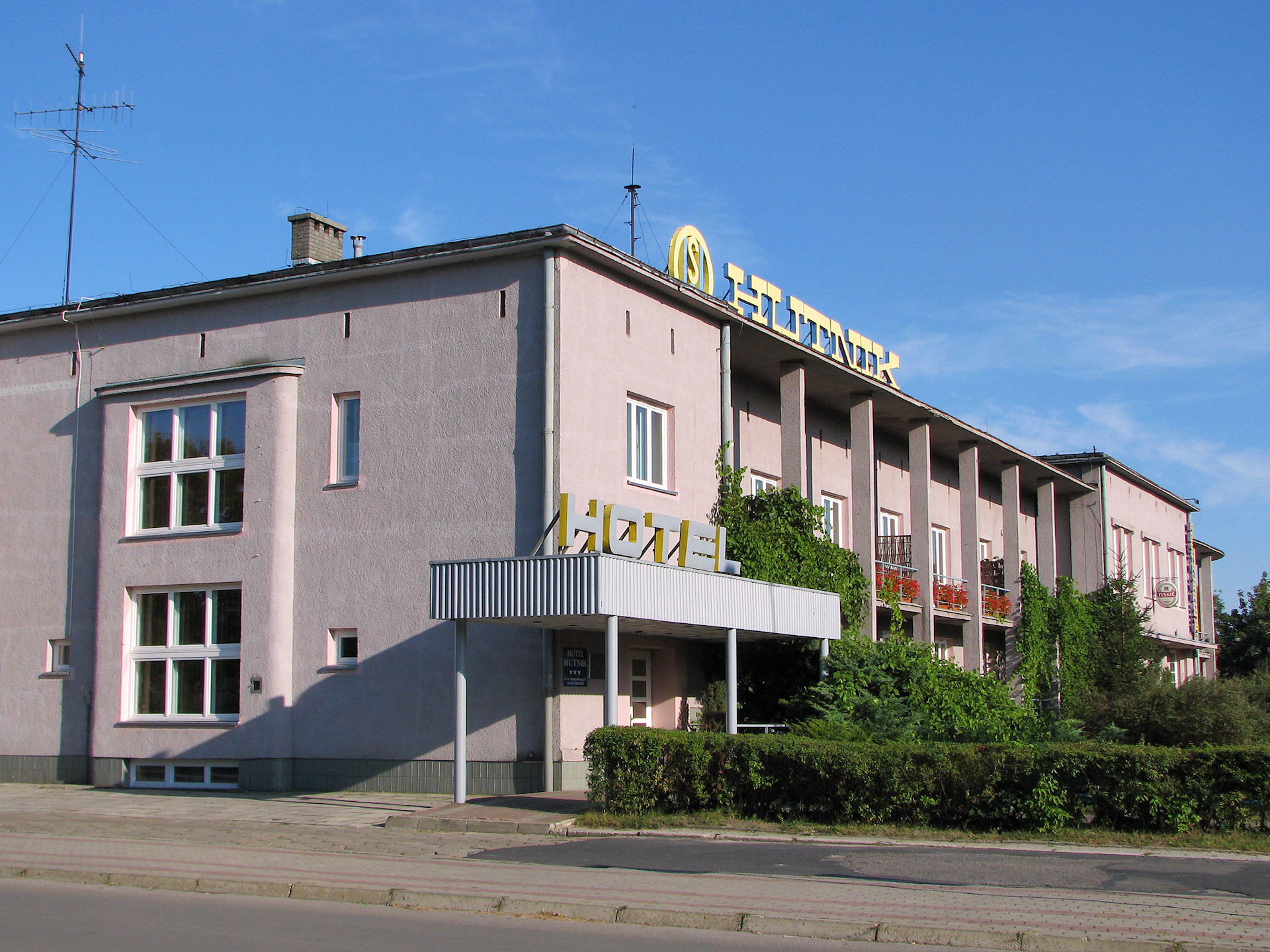
Hotel Hutnik
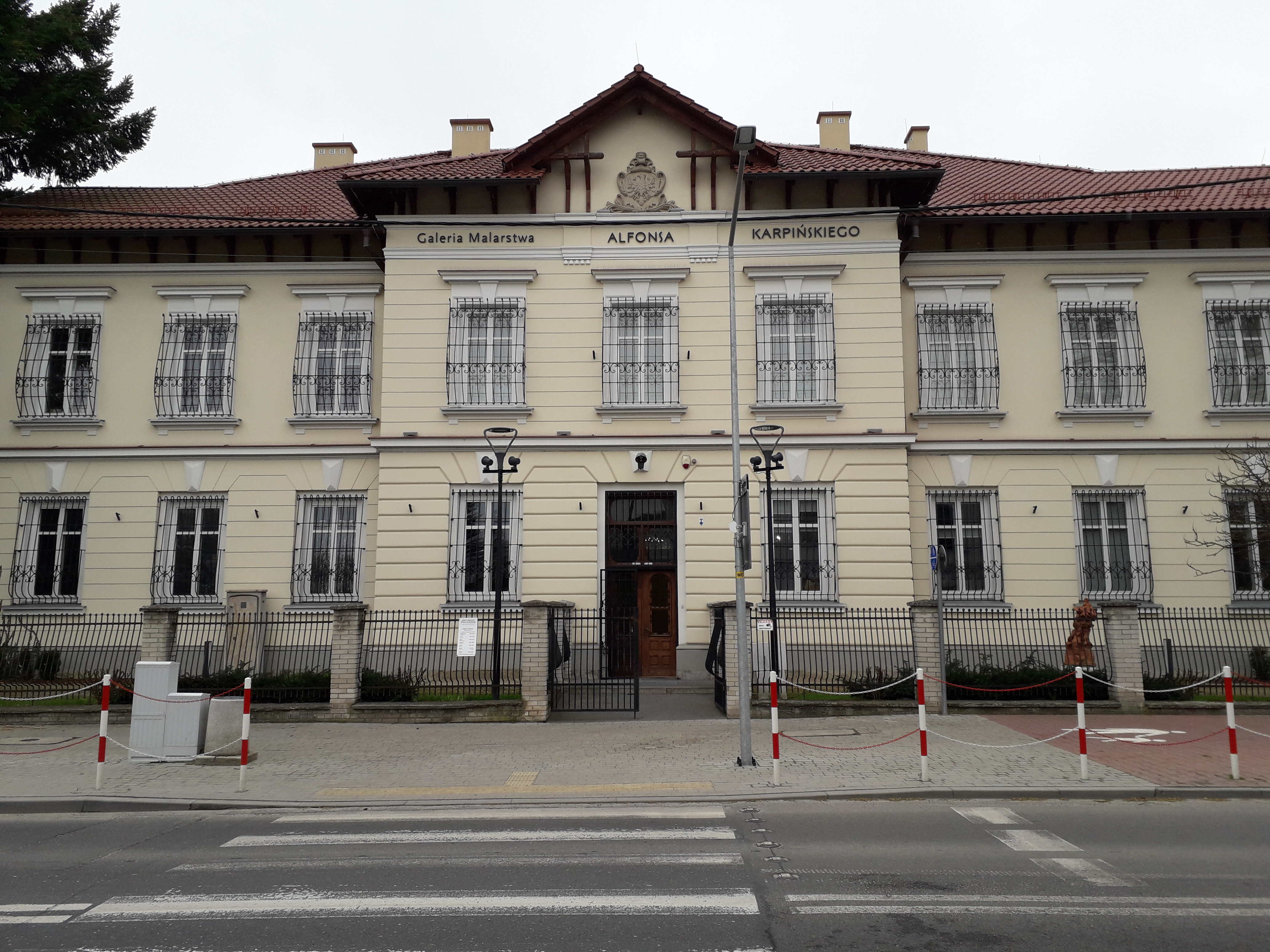
Budynek byłego Sądu

## Architektura modernistyczna

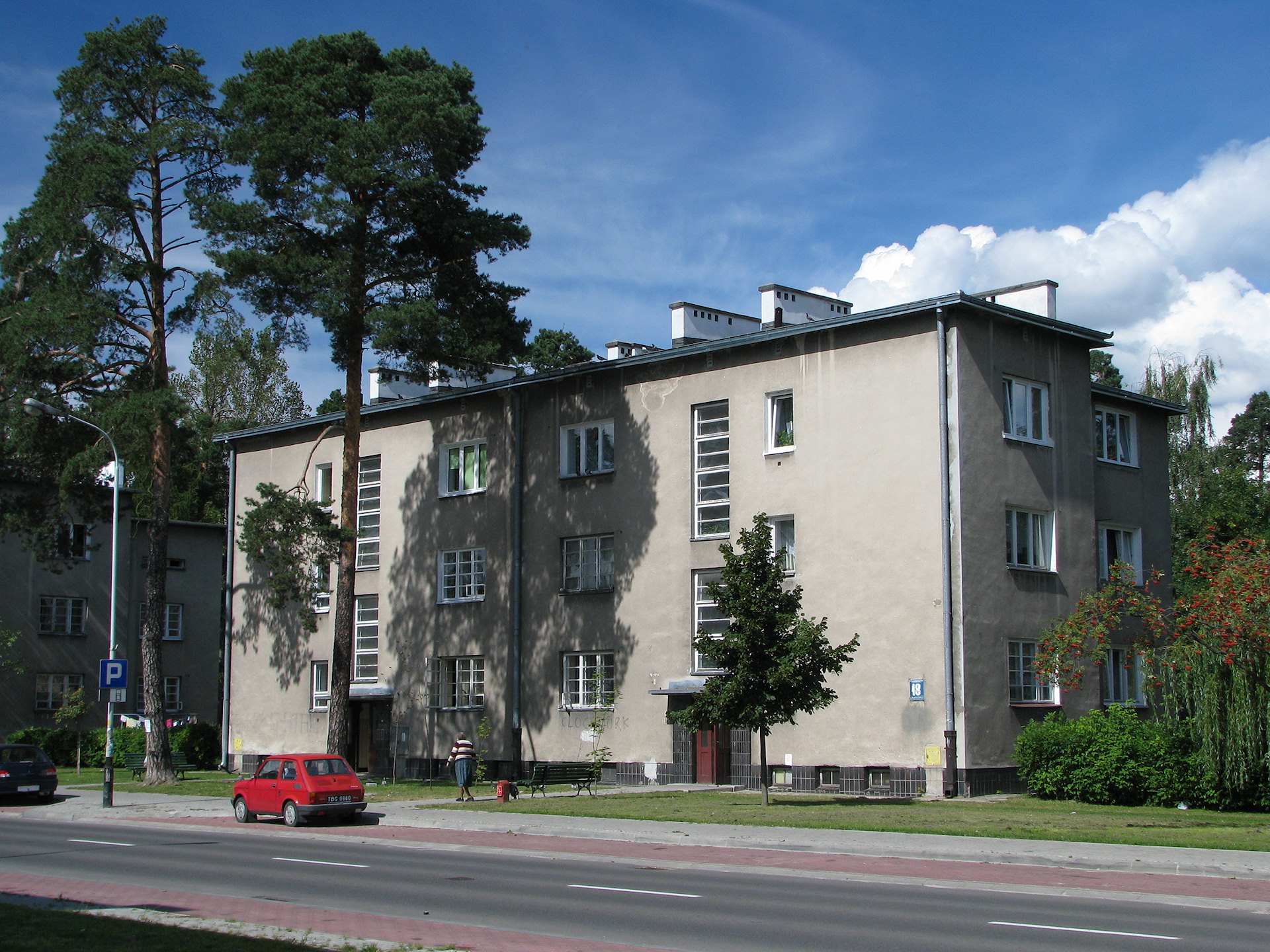
Typowa architektura Stalowej Woli (1938); budynek w stylu modernistycznym na terenie dawnej kolonii majstersko-robotniczej

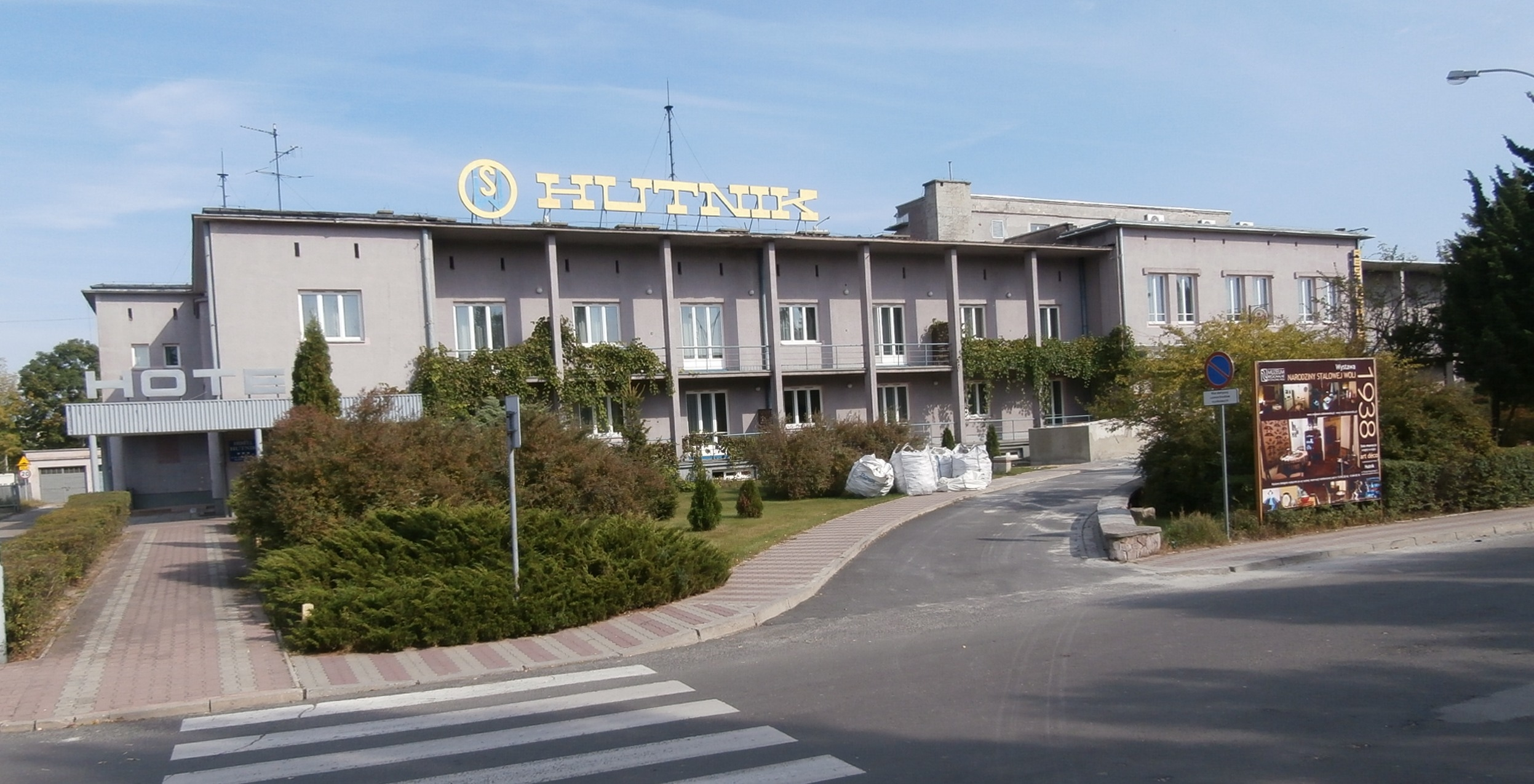
Hotel Hutnik na ulicy Prymasa Stefana Wyszyńskiego, dawniej Dom Gościnny Dyrekcji Zakładów Przemysłowych – przykład architektury art déco

Stalowa Wola jako ośrodek przemysłowy i mieszkaniowy została ukształtowana w latach 1937–1939. Jest to miasto, które zostało zaplanowane i zbudowane w kilka miesięcy. Było to możliwe dzięki dobremu zaplanowaniu, organizacji i zapałowi ówczesnych pionierów. Koncepcję urbanistyczną i architektoniczną wznoszonego „na surowym korzeniu” miasta opracowali warszawscy architekci – Bronisław Rudziński i Stefania Skibniewska. Budynki z tego okresu wpisują się w architekturę dojrzałego modernizmu z lat trzydziestych i ich funkcjonalistyczne rozwiązania, w których nadrzędną rolę pełnił praktycyzm. W mieście (podobnie jak np. w Gdyni) powstało wiele budynków w stylu modernistycznym (w niektórych znajdują się elementy w stylu art deco). Do przykładów architektury art deco znajdujących się w mieście należą m.in.: Budynek Dyrekcji Naczelnej Huty na ul. Kwiatkowskiego oraz Hotel Hutnik.
Trwają dyskusje na temat ustanowienia na terenie miasta parku kulturowego, który miałby zwiększyć rangę modernistycznych budowli z lat 30. jako zabytków.

## Demografia
Dane z 31 grudnia 2021:
| Opis                              | Ogółem | Ogółem | Kobiety | Kobiety | Mężczyźni | Mężczyźni |
| --------------------------------- | ------ | ------ | ------- | ------- | --------- | --------- |
| Jednostka                         | osób   | %      | osób    | %       | osób      | %         |
| Populacja                         | 58 545 | 100    | 30 673  | 52,39   | 27 872    | 47,61     |
| Gęstość zaludnienia [mieszk./km²] | 709,46 | 709,46 | 371,70  | 371,70  | 337,76    | 337,76    |

- Ludność Stalowej Woli
- Piramida wieku mieszkańców Stalowej Woli w 2021 roku[37].

## Gospodarka

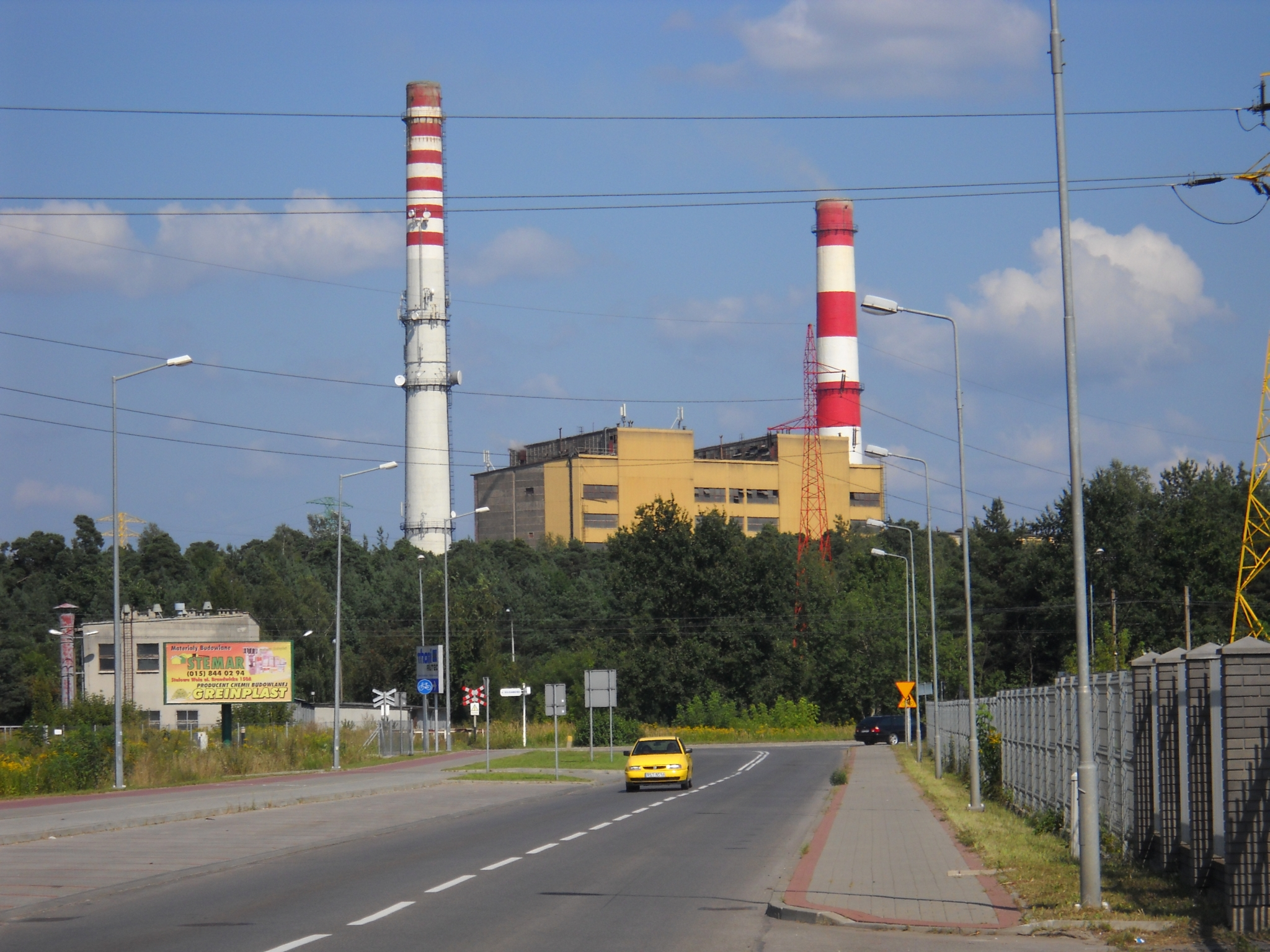
Elektrownia Stalowa Wola od ul. Grabskiego

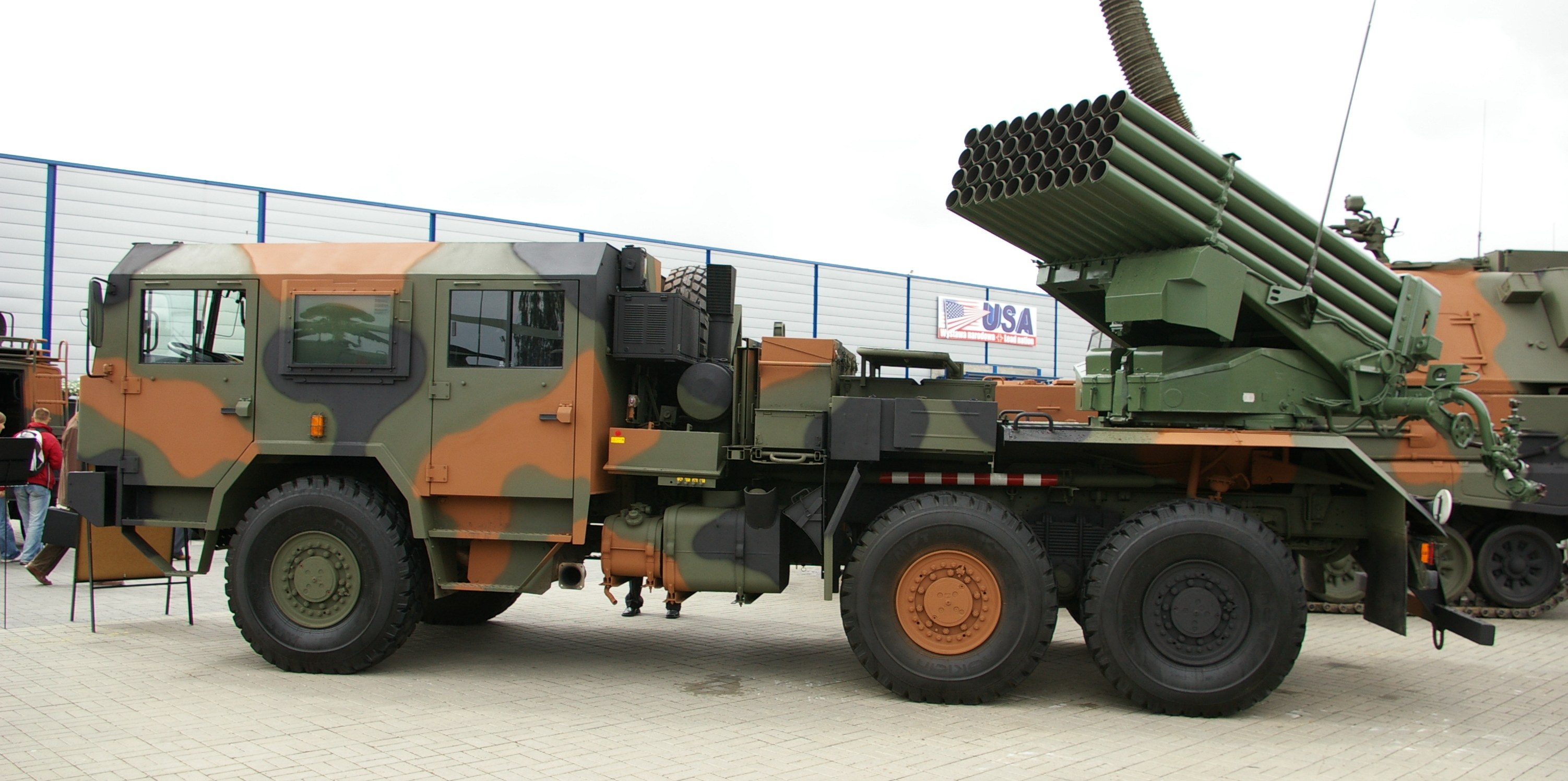
Wyrzutnia WR-40 Langusta

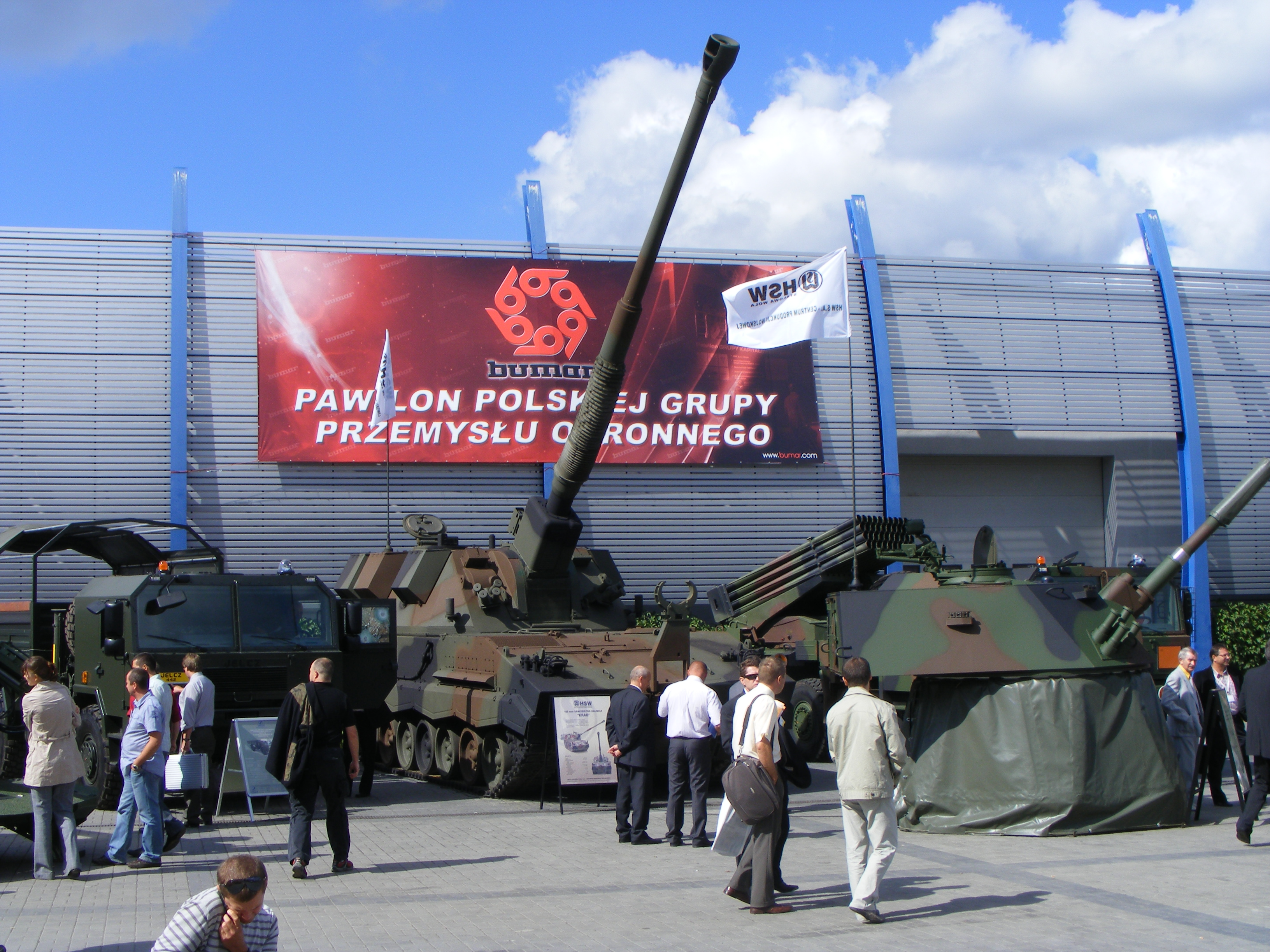
Haubicoarmata Krab produkowana w Hucie Stalowa Wola

W Stalowej Woli działa ponad 6 tysięcy przedsiębiorstw. Dominujące branże koncentrują się wokół przemysłu maszynowego, zbrojeniowego, aluminiowego, metalowego, odlewniczego, stalowego, drzewnego, budowlanego. Swój kapitał ulokowali tu inwestorzy z całego świata m.in. Korei, Chin, USA, Skandynawii, Niemiec. Najwięksi z nich to: SK Nexilis Poland Sp. z o.o., Cognor S.A., Thoni Alutec Sp. z o.o., Uniwheels Production Poland Sp. z o.o., ATI ZKM Forging Sp.z o.o., Cellfast Sp. z o.o., Eurometal S.A., Tasta Armatura Sp. z o.o., Wobi – Stal Sp. z o.o., Rakoczy Stal Sp. j., Swedwood Poland Sp. z o.o. (IKEA Industry), Bagpak Polska Sp. z o.o.

Siedziba HSW S.A. przy ul. Kasprzyckiego 8

Stalowa Wola to ważne w skali kraju centrum uzbrojenia polskiej armii. Huta Stalowa Wola S.A., bazując na wojskowym profilu projektowania, produkcji i sprzedaży, oferuje m.in. artyleryjski sprzęt wojskowego oraz opancerzone transportery gąsienicowe. Od roku 1939 istnieje Elektrownia Stalowa Wola należąca obecnie (stan na rok 2024) do Grupy Tauron.
9 września 1997 roku inaugurowano Tarnobrzeską Specjalną Strefę Ekonomiczną „Euro-Park Wisłosan”. Tereny, jakie obejmuje obszar Podstrefy Stalowa Wola, należały do Huty Stalowa Wola S.A., która w wyniku restrukturyzacji dysponowała niewykorzystywanym majątkiem w postaci budynków produkcyjnych, niewykończonych w pełni hal, pomieszczeń magazynowych oraz uzbrojonych działek pod zabudowę przemysłową. Podstrefa Stalowa Wola to rejon Tarnobrzeskiej Specjalnej Strefy Ekonomicznej Euro-Park Wisłosan, zajmujący obszar 280 hektarów. Przedsiębiorcy działający na podstawie zezwoleń wydanych przez Agencję Rozwoju Przemysłu S.A. ponieśli tu nakłady inwestycyjne w wysokości 1,71 mld złotych, przy łącznym zatrudnieniu sięgającym prawie 6 tysięcy pracowników.
31 sierpnia 2021 podpisano porozumienie w sprawie powołania spółki „Euro-Park Stalowa Wola” mającej na celu zarządzanie nowo utworzoną strefą inwestycyjną. Strefie tej nadano nazwę „Strategiczny Park Inwestycyjny – Euro-Park Stalowa Wola”. Jest to teren o powierzchni niespełna 1000 hektarów, położony na południe od istniejących zakładów, przeznaczony pod inwestycje przemysłowe, związane ze wspieraniem rozwoju i wdrażaniem nowoczesnych technologii w dziedzinie energii, elektromobilności, transportu, technologii wodorowej, lotnictwa czy motoryzacji. Pierwszą dużą inwestycją jest zakład produkcji foli miedzianej na potrzeby przemysłu motoryzacyjnego, inwestorem jest koreański gigant technologiczny – SK Nexilis.
W Stalowej Woli działają następujące instytucje otoczenia biznesu:
- Polska Agencja Inwestycji i Handlu
- Polski Fundusz Rozwoju
- Agencja Rozwoju Przemysłu S.A.
- Podkarpackie Centrum Obsługi Inwestorów i Eksporterów
- Rzeszowska agencja Rozwoju Regionalnego
- Dolina lotnicza
- Tarnobrzeska Strefa Ekonomiczna EURO-PARK WISŁOSAN (TSSE)
- Stalowowolska Strefa Gospodarcza (SSG)
- Regionalna Izba Gospodarcza w Stalowej Woli (RIG)
- Klaster Spawalniczy Klastal
- Cech Rzemieślników i Przedsiębiorców
- Oddział Celny w Stalowej Woli
- Powiatowy Urząd Pracy w Stalowej Woli.

### Handel
W mieście funkcjonują galerie i centra handlowe, supermarkety spożywcze, budowlane oraz meblowe. Wybrane przykłady to:
- Galeria Handlowa Vivo! – ul. Chopina 42
- Galeria Handlowa City Park – ul. Generała Leopolda Okulickiego 9A
- Galeria Prima – ul. Generała Leopolda Okulickiego 16C
- Park Handlowy KEN – Komisji Edukacji Narodowej 47
- Retail Park – Przemysłowa 8
- Castorama – Przemysłowa 2B
- PSB Mrówka – Przemysłowa 11
- Kaufland – Komisji Edukacji Narodowej 47
- Agata Meble – ul. Chopina 40.

### Budżet miasta
Dochody miasta na rok 2024 ustalono na 830 680 000 zł, z tego: dochody bieżące – 358 713 053,43 zł, dochody majątkowe – 471 966 946,57 zł. Wydatki budżetu miasta na rok 2024 ustalono na 830 830 000 zł, z tego: wydatki bieżące w kwocie 357 980 791,72 zł oraz wydatki majątkowe w kwocie 472 849 208,28 zł.

## Infrastruktura techniczna
Mieszkańcy Stalowej Woli korzystają z następujących nadajników radiowo-telewizyjnych:
| - RTCN Kielce/Święty Krzyż - RTCN Krosno/Sucha Góra - SR Stalowa Wola/b.Mostostal - Leżajsk/Giedlarowa | - Rzeszów/Magdalenka - RTCN Lublin/Boży Dar - Stalowa Wola/Komin E |

## Transport

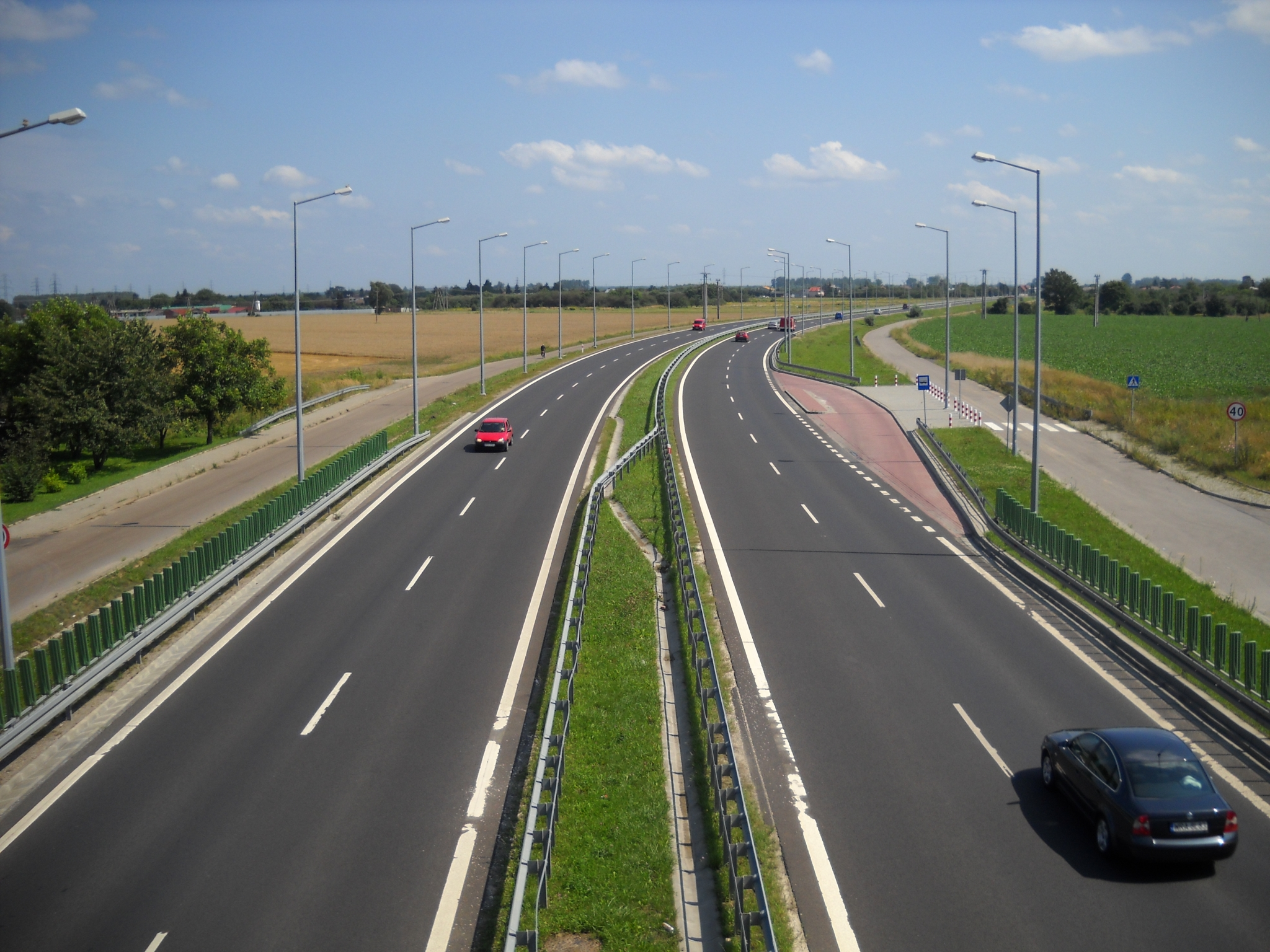
Obwodnica, droga krajowa 77

### Transport drogowy
Przez miasto przebiegają szlaki komunikacyjne:
- droga krajowa nr 77 Lipnik – Stalowa Wola – Przemyśl (obwodnica miejska[45])
- droga wojewódzka nr 855 Olbięcin (dalej DK74 do Kraśnika) – Stalowa Wola
- droga wojewódzka nr 871 Tarnobrzeg – Stalowa Wola

Głównymi arteriami miasta są aleje Jana Pawła II i ulica Podskarpowa. Ważną funkcję spełniają także ulice Komisji Edukacji Narodowej, Poniatowskiego, Brandwicka, Sandomierska, Ofiar Katynia, Solidarności, Hutnicza i Energetyków.

#### Transport autobusowy

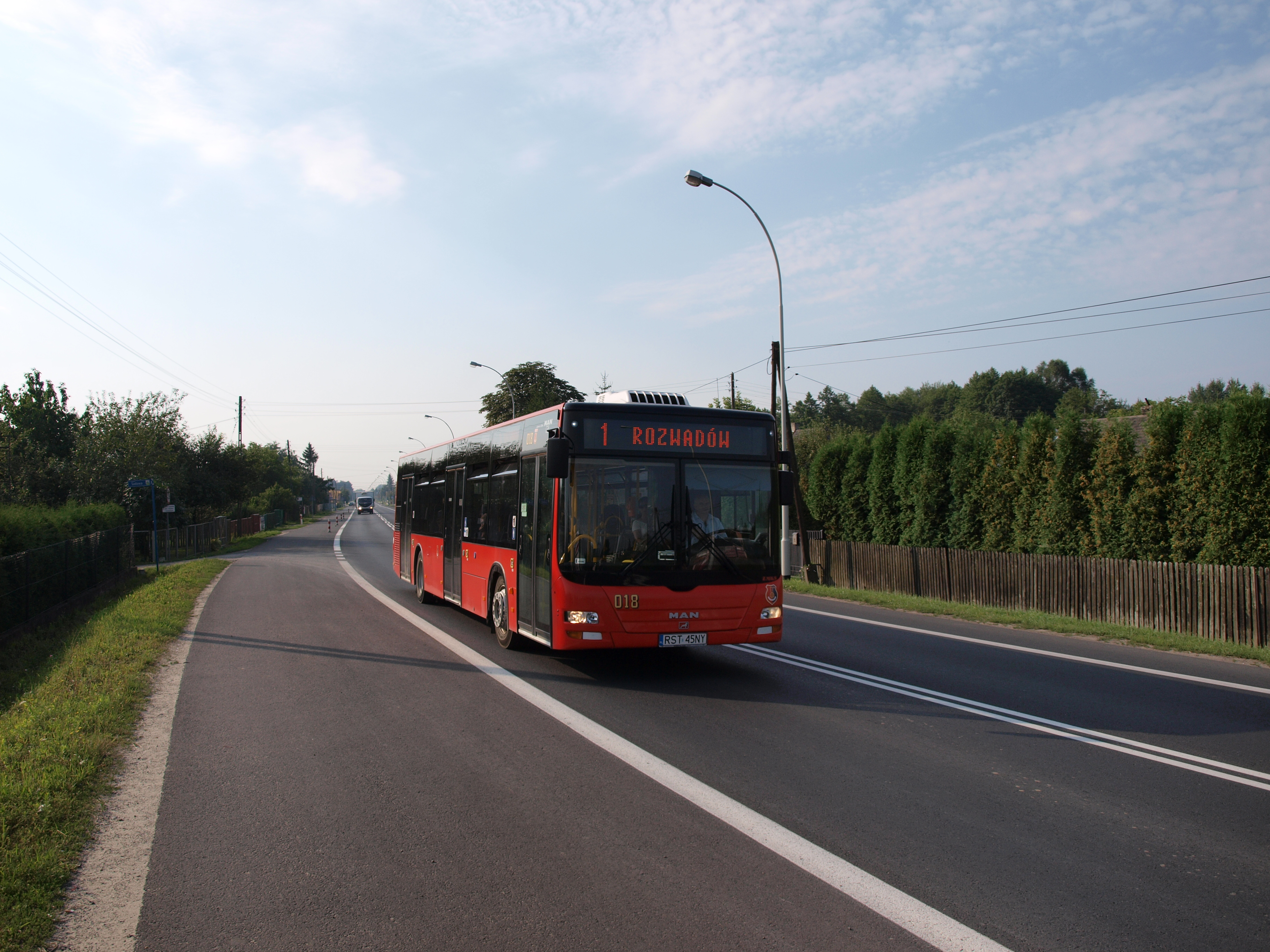
MAN Lion’s City na linii 1

Początek miejskiej komunikacji sięga 1961 roku, kiedy to rozpoczęła swoją działalność komunikacja autobusowa, obsługiwana przez PKS. Obecnie transport na terenie miasta i najbliższych okolic zapewnia Miejski Zakład Komunalny. Obejmuje on miasto Stalowa Wola, Nisko oraz najbliższe wsie.
PKS w Stalowej Woli realizuje przewozy w ramach publicznego transportu zbiorowego o charakterze użyteczności publicznej na terenie powiatów: stalowowolskiego oraz niżańskiego. Zadanie realizowane jest poprzez 81 linii autobusowych. Odjazdy odbywają się z dworca autobusowego położonego przy ul. Generała Leopolda Okulickiego 3.

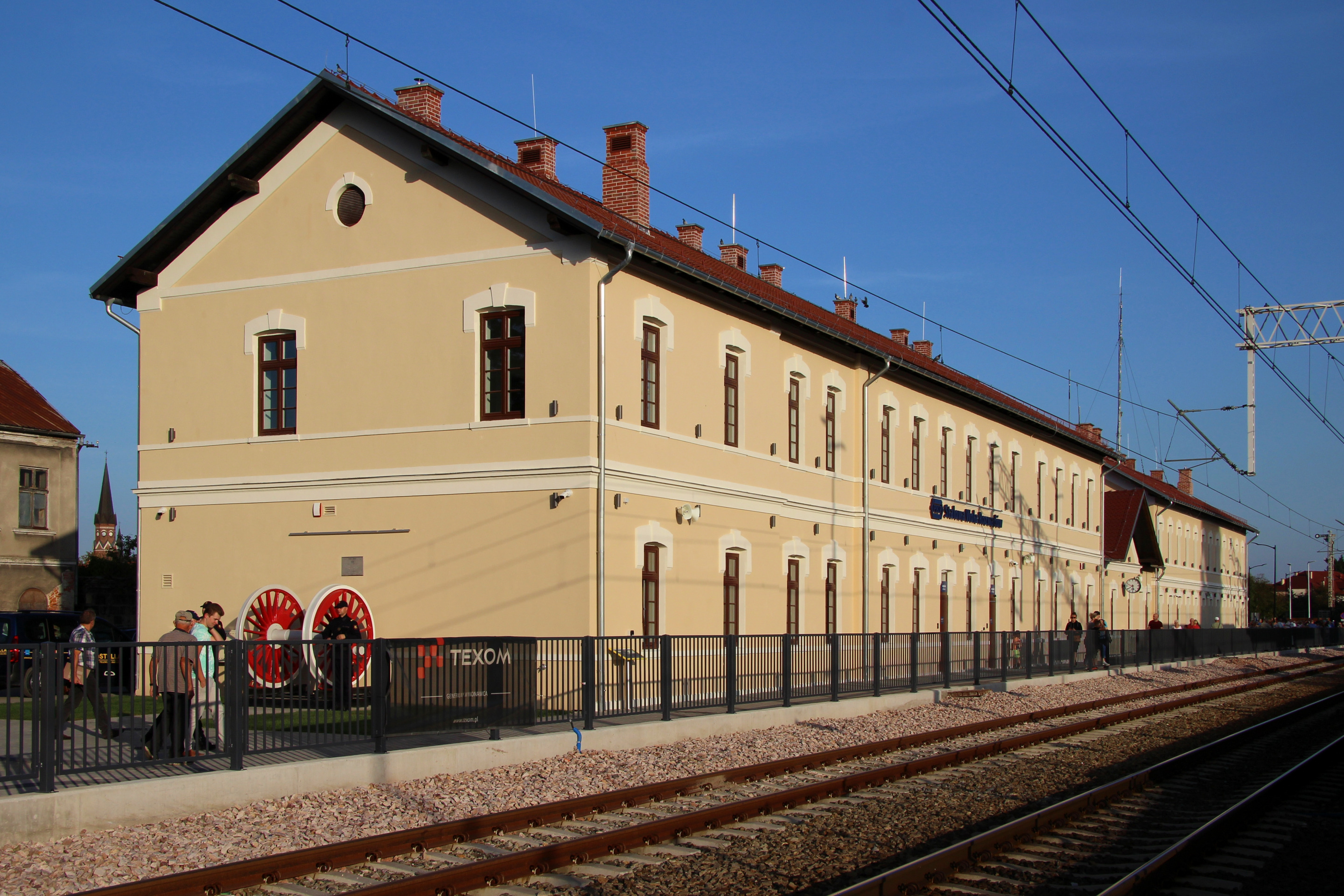
Dworzec kolejowy Stalowa Wola Rozwadów

### Transport kolejowy
Stalowa Wola posiada pięć czynnych stacji/przystanków kolejowych:
- Stalowa Wola
- Stalowa Wola Centrum
- Stalowa Wola Charzewice
- Stalowa Wola Południe
- Stalowa Wola Rozwadów.

Przez miasto przebiegają następujące linie kolejowe:
- 68 Lublin Główny – Kraśnik – Stalowa Wola Rozwadów – Stalowa Wola Południe – Przeworsk
- 74 Tarnobrzeg – Grębów – Stalowa Wola Rozwadów Towarowy – Stalowa Wola Rozwadów
- 66 Zwierzyniec – Stalowa Wola Południe.

## Kultura

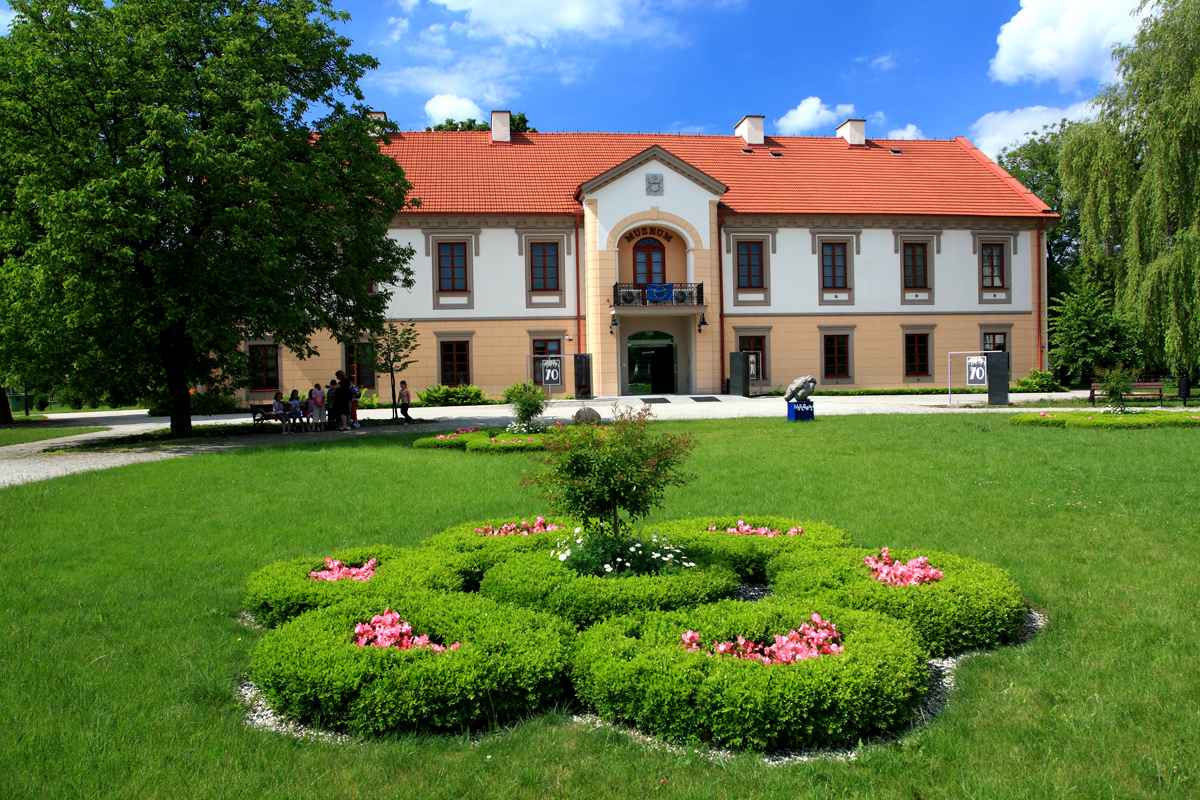
Muzeum Regionalne

W Stalowej Woli funkcjonują następujące instytucje kultury:
- Miejski Dom Kultury
- Spółdzielczy Dom Kultury
- Rozwadowski Dom Kultury „Sokół”
- Państwowa Szkoła Muzyczna I i II st. im. I.J. Paderewskiego.

### Muzea
- Muzeum Regionalne
- Muzeum Centralnego Okręgu Przemysłowego
- Galeria Malarstwa Alfonsa Karpińskiego
- Muzeum Jana Pawła II
- Muzeum Kierownictwa Dywersji Armii Krajowej

### Biblioteki
- Miejska Biblioteka Publiczna im. Melchiora Wańkowicza
- Biblioteka Katolickiego Uniwersytetu Lubelskiego im. Jana Pawła II
- Biblioteka Pedagogiczna w Tarnobrzegu – Filia w Stalowej Woli

### Kina
- Helios (Galeria Handlowa Vivo!)
- Kino Wrzos (MDK)
- Kino Ballada (w 2023 zapowiedziano reaktywację na przełomie lat 2025/2026[48])

## Oświata

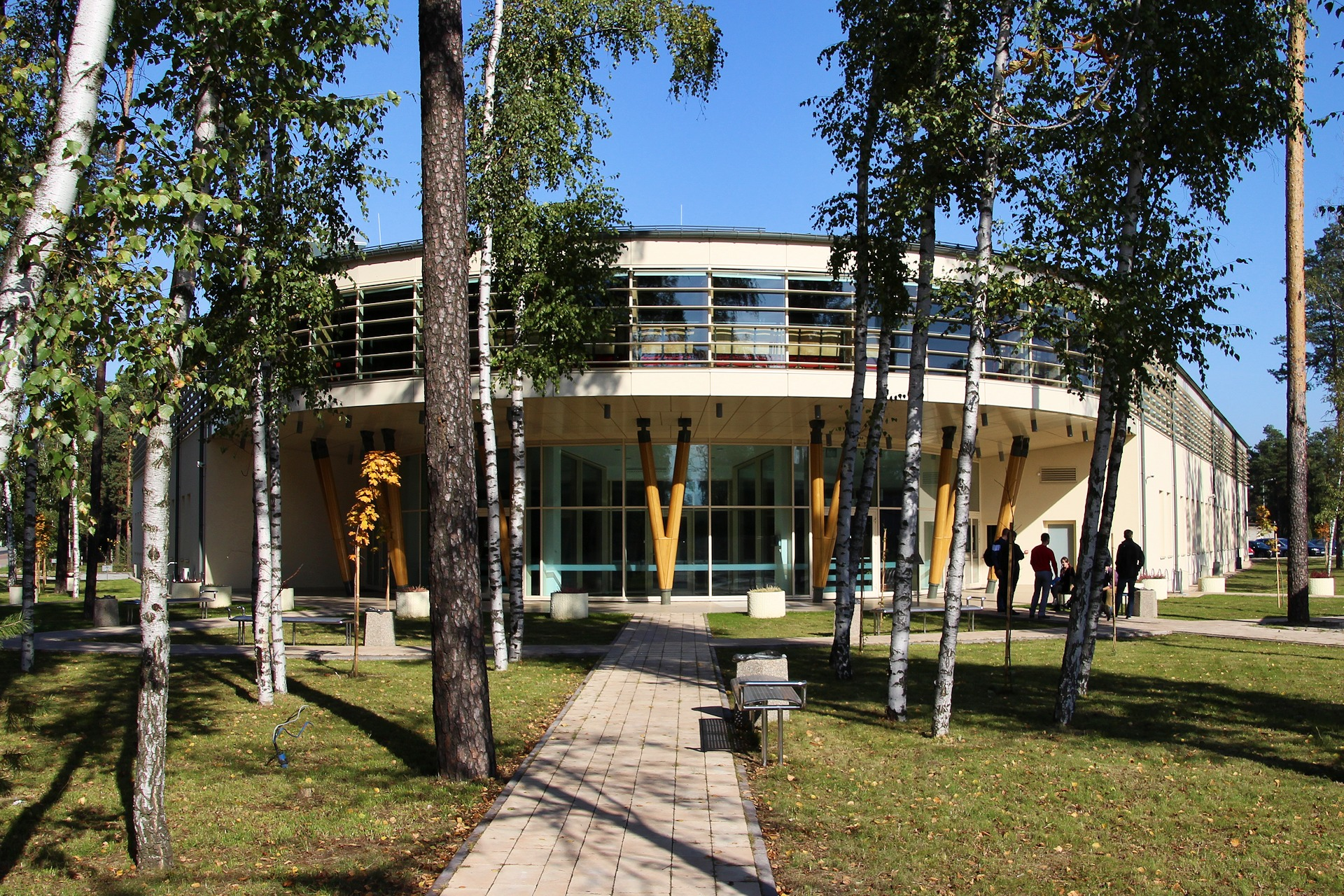
Budynek dydaktyczny Politechniki Rzeszowskiej przy ul. Kwiatkowskiego

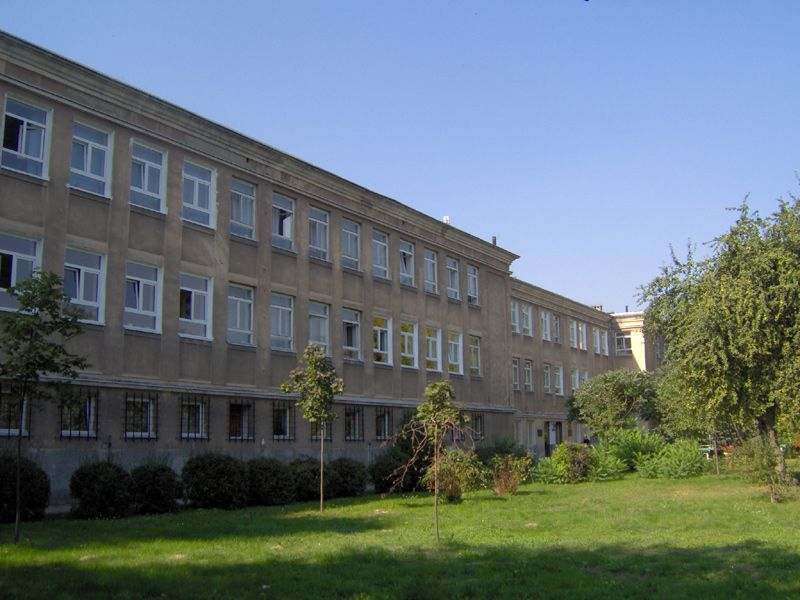
Liceum Ogólnokształcące im. Komisji Edukacji Narodowej

W mieście działalność dydaktyczną prowadzą lub prowadziły następujące uczelnie:
- Katolicki Uniwersytet Lubelski
  - Wydział Zamiejscowy Prawa i Nauk o Społeczeństwie w Stalowej Woli (zlikwidowany w 2019[49])
- Wyższa Szkoła Ekonomiczna w Stalowej Woli
- Polsko-Czeska Wyższa Szkoła Biznesu i Sportu „Collegium Glacense”
- Politechnika Rzeszowska
  - Wydział Mechaniczno-Technologiczny Politechniki Rzeszowskiej
- Wyższa Szkoła Administracji w Stalowej Woli.

Ponadto w mieście znajduje się:
- 13 przedszkoli publicznych (nr 1–7, 9–12, 15 i 18)
- 10 publicznych szkół podstawowych (nr 1–5, 7–9 i 11–12)[50] i 1 społeczna[51]
- 3 zespoły szkół ponadpodstawowych i jedno centrum zawodowe[52]
- 4 licea ogólnokształcące (2 publiczne):
  - I Liceum Ogólnokształcące im. Komisji Edukacji Narodowej w Stalowej Woli[53]
  - Samorządowe Liceum Ogólnokształcące im. Cypriana Kamila Norwida[54]
  - Społeczne Liceum Ogólnokształcące[55]
  - Katolickie Liceum Ogólnokształcące[56]

oraz:
- Państwowa Szkoła Muzyczna I i II stopnia im. Ignacego Jana Paderewskiego
- Medyczna Szkoła Policealna im. Hanny Chrzanowskiej
- Zespół Szkół nr 6 Specjalnych
- Centrum Kształcenia Ustawicznego
- Centrum Kształcenia Torus – oddział w Stalowej Woli.

## Media

### Portale internetowe
- www.stalowawola.pl/
- www.stalowka.net
- www.stalowka24.pl
- www.StaloweMiasto.pl

### Radio
- Radio Leliwa – radio regionalne (nadaje od 1992)

### Telewizja
- Stella TVK – telewizja kablowa (nadaje od 27 lipca 2004)
- Telewizja Miejska Stalowa Wola – dostępna w Multimedia Polska (nadaje od 1995)

TVK Diana została w 2012 roku wykupiona przez Multimedia Polska.

### Prasa
| - Echo Dnia – gazeta codzienna - Sztafeta – tygodnik - Tygodnik Nadwiślański – tygodnik - Nowiny – gazeta codzienna - Kurier Extra Stalowa Wola – bezpłatny tygodnik - Super Nowości – gazeta codzienna - Nasz Czas. Magazyn Nadsański – miesięcznik |

## Cmentarze
- Cmentarz Komunalny
- Cmentarz parafialny w dzielnicy Rozwadów
- Cmentarz Żydowski

## Sport i rekreacja

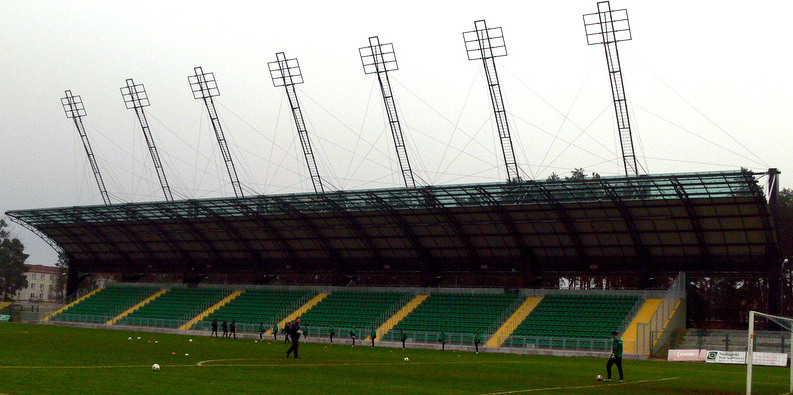
Podkarpackie Centrum Piłki Nożnej

Lista organizacji klubów sportowych ze Stalowej Woli (ostatnia aktualizacja 19.08.2023):

- ZKS Stal Stalowa Wola
- Stal Stalowa Wola PSA (piłka nożna)
- KKS Stal Stalowa Wola (lekkoatletyka)[58]
- Aeroklub Stalowowolski[59]
- Aquila Stalowa Wola (piłka nożna kobiet)
- Liga Obrony Kraju
- Automobilklub Stalowa Wola
- Miejski Klub Tenisowy Stalowa Wola
- Centrum Sportu Młodzieżowego Kuźnia Koszykówki
- Stowarzyszenie Promocji Sportu i Aktywności Ruchowej SportStal
- Klub Kolarski Sokół Stalowa Wola
- Stalowowolski Klub Biegacza[60]
- Stowarzyszenie Kultury Fizycznej Stal Stalowa Wola Boxing Team
- Stalowowolski Klub Morsów Lodołamacze
- Stalowowolski Klub Płetwonurkowy Hover
- Stowarzyszenie Przyjaciół Klasztoru Braci Mniejszych Kapucynów w Stalowej Woli
- Uczniowski Klub Sportowy GIM – TIM 5
- Yacht Klub Stalowa Wola

### Obiekty sportowe
- Stadiony
  - Podkarpackie Centrum Piłki Nożnej – ul. Hutnicza 10a
  - Miejski Stadion Lekkoatletyczny – ul. Staszica 2
  - Stadion SAN Rozwadów – ul. Kusocińskiego 11
- Hala sportowa MOSIR – ul. Hutnicza 15
- Pływalnia kryta i odkryta – ul. Hutnicza 15
- Korty tenisowe
  - Korty tenisowe i hala tenisowa – ul. Wyszyńskiego 1
  - Korty tenisowe – ul. ks. J. Skoczyńskiego 3
- Inne obiekty sportowe
  - Wodny Plac Zabaw – ul. Popiełuszki (Park Miejski)
  - Park Linowy –ul. Popiełuszki (Park Miejski)
  - Boisko – hala pneumatyczna – ul. Hutnicza 10a
  - Ścianka wspinaczkowa „Aniołów stróżów” – ul. Klasztorna 27
  - SkatePark – ul.Przestrzenna (Park Zimenj Wody)
  - Pumptrack – ul.Przestrzenna (Park Zimenj Wody)
  - Tor Kartingowy RST – ul. Przemysłowa 15

## Turystyka

### Turystyka rowerowa
Przez Stalową Wolę przebiegają następujące szlaki rowerowe:
- niebieski szlak rowerowy do wsi Wrzawy przez Bojanów, prowadzący przez Puszczę Sandomierską
- zielony szlak rowerowy do wsi Wrzawy przez Pysznicę, Szwedy, Lipę, Zaklików, prowadzący przez zachodnią część rezerwatu Lasów Janowskich[61]

W pobliżu Stalowej Woli przebiega także  Wschodni Szlak Rowerowy Green Velo

### Szlaki turystyczne
Przez miasto przebiegają szlaki turystyczne takie jak:
- szlak architektury drewnianej – trasa nr IX (tarnobrzesko-niżańska), obejmująca kościół pw. św. Floriana[62]
- żółty szlak turystyczny z Sandomierza do Leżajska[63]
- Nadsańska Droga św. Jakuba z Bielin do Sandomierza.

### Baza hotelowa
Na terenie miasta znajdują się następujące obiekty noclegowe (aktualizacja 04.2024 r.):
- Hotel Stal
- Hotel Hutnik
- Hotel Metalowiec
- Zajazd Sezam
- Dwór Olimp.

## Administracja

### Prezydenci miasta
| - Jerzy Bąkowski - Wiesław Pielaszkiewicz - Edward Stendiuch - Wojciech Cubera | - 1990–1994 – Jacek Koralewski - 1994–1997 – Andrzej Gajec - 1997–2002 – Alfred Rzegocki - 2002–2014 – Andrzej Szlęzak | - od 2014 – Lucjusz Nadbereżny |

## Wspólnoty wyznaniowe
- Kościół rzymskokatolicki

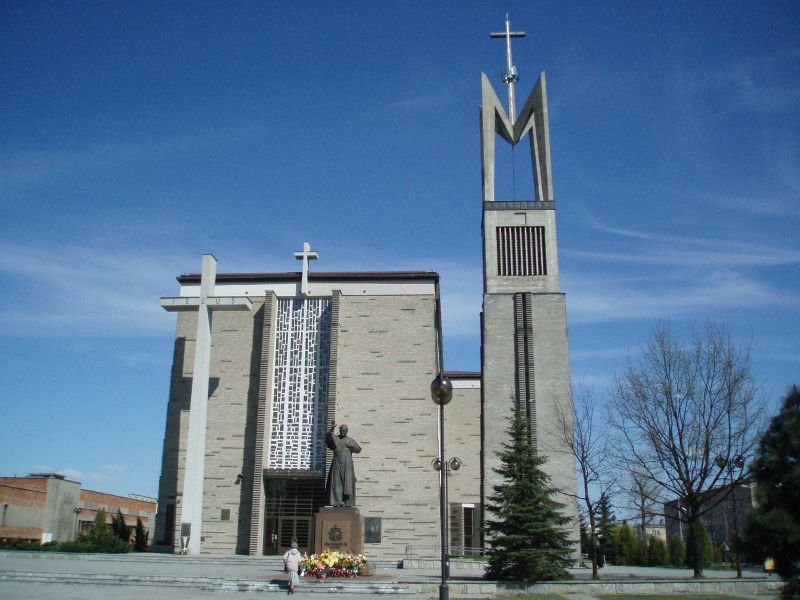
Bazylika konkatedralna Matki Bożej Królowej Polski

Stalowa Wola ma 8 parafii, należących do dekanatu Stalowa Wola:

- parafia św. Floriana
- parafia św. Jana Pawła II
- parafia Trójcy Przenajświętszej
- parafia Matki Bożej Różańcowej
- parafia Matki Bożej Szkaplerznej
- parafia Matki Bożej Królowej Polski
- parafia Opatrzności Bożej
- parafia Zwiastowania Pańskiego

- Kościoły protestanckie:
  - Kościół Zielonoświątkowy – zbór w Stalowej Woli[64]
  - Kościół Chrześcijan Wiary Ewangelicznej – zbór „Dom Modlitwy”[65]
  - Kościół Adwentystów Dnia Siódmego – zbór Stalowa Wola[66]

- Świadkowie Jehowy (Sala Królestwa ul. Ściegiennego 4)[67][68]:
  - zbór Stalowa Wola-Północ
  - zbór Stalowa Wola-Wschód
  - zbór Stalowa Wola-Zachód (w tym grupa ukraińskojęzyczna)

- Świecki Ruch Misyjny „Epifania”[69]
- Buddyjski Ośrodek Medytacyjny Diamentowej Drogi w Stalowej Woli[70]

## Współpraca
Miejscowości partnerskie:

- Evergem, Belgia[71]
- Jeongeup, Korea[72]
- Liuzhou, Chiny[73]

## Sąsiednie gminy
Bojanów, Grębów, Nisko, Pysznica, Radomyśl nad Sanem, Zaleszany, Zaklików